# Wereldkampioenschap voetbal 2018 (kwalificatie AFC)

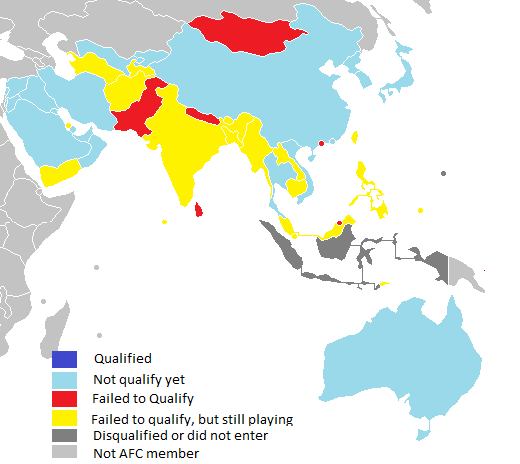
Update:15 november 2015

Namens de Aziatische bond AFC nemen 45 leden deel aan de kwalificatie om vier of vijf beschikbare plaatsen in de eindronde van het wereldkampioenschap voetbal 2018. Indonesië werd uitgesloten van deelname door de FIFA na inmenging van de landelijke politiek in het voetbalbestuur.

## Gekwalificeerde landen
De eventuele vijfde Aziatische plaats hangt af van de intercontinentale play-off tussen de winnaar van de AFC-play-off tegen de nummer vier van de CONCACAF-groep.
| FIFA-lid      | Confederatie   | Kwalificatie                              | Kwal. datum | Aantal dln. (incl. 2018) | Eerste dln. | Laatste dln. | Dln. op rij | Titels (excl. 2018) | Beste prestatie |
| ------------- | -------------- | ----------------------------------------- | ----------- | ------------------------ | ----------- | ------------ | ----------- | ------------------- | --------------- |
| Iran          | AFC            | 1e groep A (derde ronde)                  | 12/06/2017  | 5                        | 1978        | 2014         | 2           | 0                   | Eerste ronde    |
| Zuid-Korea    | AFC            | 2e groep A (derde ronde)                  | 05/09/2017  | 10                       | 1954        | 2014         | 9           | 0                   | Vierde plaats   |
| Japan         | AFC            | 1e groep B (derde ronde)                  | 31/08/2017  | 6                        | 1998        | 2014         | 6           | 0                   | Achtste finale  |
| Saoedi-Arabië | AFC            | 2e groep B (derde ronde)                  | 05/09/2017  | 5                        | 1994        | 2006         | 1           | 0                   | Achtste finale  |
| Australië     | CONCACAF / AFC | Intercontinentaal play-off (CONCACAF–AFC) | 15/11/2017  | 5                        | 1974        | 2014         | 4           | 0                   | Achtste finale  |

## Opzet en loting
Deelnemende landen
Rangschikking op basis van resultaten WK (kwalificatie) 2014 zoals die geldt voor de eerste twee ronden.
| Beginnen in 2e ronde, geplaatst (nr. 1 t/m 34) | | Beginnen in 1e ronde (nr. 35 t/m 46) |
| --- | --- | --- |
| 1. Iran 2. Japan 3. Zuid-Korea 4. Oezbekistan 5. V.A.E. 6. Qatar 7. Oman 8. Jordanië 9. China 10. Australië 11. Saoedi-Arabië 12. Bahrein 13. Irak 14. Palestina 15. Libanon 16. Koeweit 17. Filipijnen | 1. Malediven 2. Vietnam 3. Tadzjikistan 4. Myanmar 5. Afghanistan 6. Thailand 7. Turkmenistan 8. Noord-Korea 9. Syrië 10. Kirgizië 11. Maleisië 12. Hongkong 13. Singapore 14. Indonesië 15. Laos 16. Guam 17. Bangladesh | 1. India 2. Sri Lanka 3. Jemen 4. Cambodja 5. Chinees Taipei 6. Oost-Timor 7. Nepal 8. Macau 9. Pakistan 10. Mongolië 11. Brunei 12. Bhutan |

## Eerste ronde
De heenwedstrijden werden op 12 maart 2015 gespeeld; de terugwedstrijden vonden plaats op 17 en 23 maart 2015.
| Team 1         | Totaal | Team 2   | 1e wedstrijd | 2e wedstrijd |
| -------------- | ------ | -------- | ------------ | ------------ |
| India          | 2 – 0  | Nepal    | 2 – 0        | 0 – 0        |
| Jemen          | 3 – 1  | Pakistan | 3 – 1        | 0 – 0        |
| Oost-Timor     | 5 – 1  | Mongolië | 4 – 1        | 1 – 0        |
| Cambodja       | 4 – 1  | Macau    | 3 – 0        | 1 – 1        |
| Chinees Taipei | 2 – 1  | Brunei   | 0 – 1        | 2 – 0        |
| Sri Lanka      | 1 – 3  | Bhutan   | 0 – 1        | 1 – 2        |

|                                |                  |         |       |                                                                                           |
| 12 maart 2015 19:00 (UTC+5:30) | India            | 2 – 0   | Nepal | Indira Gandhi Athletic Stadium, Guwahati Toeschouwers: 11.200 Scheidsrechter: Aziz Asimov |
| 12 maart 2015 19:00 (UTC+5:30) | Chhetri 53', 71' | details |       | Indira Gandhi Athletic Stadium, Guwahati Toeschouwers: 11.200 Scheidsrechter: Aziz Asimov |

|                                |         |       |       |                                                                                           |
| 17 maart 2015 15:30 (UTC+5:45) | Nepal   | 0 – 0 | India | Dasarath Rangasalastadion, Kathmandu Toeschouwers: 10.500 Scheidsrechter: Khamis Al Marri |
| 17 maart 2015 15:30 (UTC+5:45) | details |       |       | Dasarath Rangasalastadion, Kathmandu Toeschouwers: 10.500 Scheidsrechter: Khamis Al Marri |

|                             |                                      |         |                   |                                                                                        |
| 12 maart 2015 18:30 (UTC+3) | Jemen                                | 3 – 1   | Pakistan          | Stadion Grand Hamad, Doha, (Qatar) Toeschouwers: 300 Scheidsrechter: Mohammad Abu Loum |
| 12 maart 2015 18:30 (UTC+3) | Al-Matari 3' Boqshan 57' Al-Sasi 69' | details | 67' (pen.) Bashir | Stadion Grand Hamad, Doha, (Qatar) Toeschouwers: 300 Scheidsrechter: Mohammad Abu Loum |

|                             |          |       |       | |
| 23 maart 2015 18:30 (UTC+3) | Pakistan | 0 – 0 | Jemen | Khalifa Sports City Stadion, Madinat Isa, (Bahrein) Toeschouwers: 2.200 Scheidsrechter: Ali Al-Qaysi |
| 23 maart 2015 18:30 (UTC+3) | details  |       |       | Khalifa Sports City Stadion, Madinat Isa, (Bahrein) Toeschouwers: 2.200 Scheidsrechter: Ali Al-Qaysi |

|                             |                                         |         |                 |                                                                              |
| 12 maart 2015 16:00 (UTC+9) | Oost-Timor                              | 4 – 1   | Mongolië        | Nationaal Stadion, Dili Toeschouwers: 9.000 Scheidsrechter: Sivakorn Pu-Udom |
| 12 maart 2015 16:00 (UTC+9) | Quito 4', 7' Rodrigo Silva 84' Neto 85' | details | 87' Batmönkhiin | Nationaal Stadion, Dili Toeschouwers: 9.000 Scheidsrechter: Sivakorn Pu-Udom |

|                             |          |         |            |                                                                              |
| 17 maart 2015 16:00 (UTC+8) | Mongolië | 0 – 1   | Oost-Timor | MFF Football Centre, Ulaanbaatar Toeschouwers: 5.000 Scheidsrechter: Wang Di |
| 17 maart 2015 16:00 (UTC+8) |          | details | 9' Fabiano | MFF Football Centre, Ulaanbaatar Toeschouwers: 5.000 Scheidsrechter: Wang Di |

|                             |                                   |         |       |                                                                          |
| 12 maart 2015 16:00 (UTC+7) | Cambodja                          | 3 – 0   | Macau | Army Stadium, Phnom Penh Toeschouwers: 8.000 Scheidsrechter: Ho Wai Sing |
| 12 maart 2015 16:00 (UTC+7) | Vathanaka 64', 79' Laboravy 90+5' | details |       | Army Stadium, Phnom Penh Toeschouwers: 8.000 Scheidsrechter: Ho Wai Sing |

|                             |                          |         |          |                                                                                       |
| 17 maart 2015 20:00 (UTC+8) | Macau                    | 1 – 1   | Cambodja | Estádio Campo Desportivo, Taipa Toeschouwers: 1.000 Scheidsrechter: Yaqoob Abdul Baki |
| 17 maart 2015 20:00 (UTC+8) | LEONG Ka Hang 52' (pen.) | details | 28' Bin  | Estádio Campo Desportivo, Taipa Toeschouwers: 1.000 Scheidsrechter: Yaqoob Abdul Baki |

|                             |                |         |         |                                                                                 |
| 12 maart 2015 19:00 (UTC+8) | Chinees Taipei | 0 – 1   | Brunei  | National Stadium, Kaohsiung Toeschouwers: 6.273 Scheidsrechter: Arumughan Rowan |
| 12 maart 2015 19:00 (UTC+8) |                | details | 36' Adi | National Stadium, Kaohsiung Toeschouwers: 6.273 Scheidsrechter: Arumughan Rowan |

|                             |        |         |                             | |
| 17 maart 2015 20:15 (UTC+8) | Brunei | 0 – 2   | Chinees Taipei              | Sultan Hassal Bolkiahstadion, Bandar Seri Begawan Toeschouwers: 18.000 Scheidsrechter: Turki Alkhudhayr |
| 17 maart 2015 20:15 (UTC+8) |        | details | 37' WANG Ruei 53' CHU En-Le | Sultan Hassal Bolkiahstadion, Bandar Seri Begawan Toeschouwers: 18.000 Scheidsrechter: Turki Alkhudhayr |

|                                |           |         |              |                                                                         |
| 12 maart 2015 15:00 (UTC+5:30) | Sri Lanka | 0 – 1   | Bhutan       | Sugathadasastadion, Colombo Toeschouwers: 3.500 Scheidsrechter: Fu Ming |
| 12 maart 2015 15:00 (UTC+5:30) |           | details | 86' T. Dorji | Sugathadasastadion, Colombo Toeschouwers: 3.500 Scheidsrechter: Fu Ming |

|                             |                      |         |            |                                                                                    |
| 17 maart 2015 16:00 (UTC+6) | Bhutan               | 2 – 1   | Sri Lanka  | Changlimithangstadion, Thimphu Toeschouwers: 15.000 Scheidsrechter: Marai Al Awaji |
| 17 maart 2015 16:00 (UTC+6) | C. Gyeltshen 5', 90' | details | 36' Zarwan | Changlimithangstadion, Thimphu Toeschouwers: 15.000 Scheidsrechter: Marai Al Awaji |

## Tweede ronde

### Loting
Een totaal van 40 landen (de nummers 1-34 van de inschrijvingslijst en de 6 winnaars van de eerste ronde) werden ingedeeld in acht groepen van vijf landen. De landen speelden een volledige competitie tegen elkaar, elk land speelde dus acht wedstrijden. De acht groepswinnaars en de vier beste nummers twee gingen door naar de derde kwalificatieronde, en kwalificeerden zich meteen voor het Aziatisch kampioenschap 2019. De loting werd gehouden op 14 april 2015 in Kuala Lumpur, Malesië.
Tussen haakjes: de positie op de FIFA-wereldranglijst van april 2015.
| Pot 1 (nr. 1 t/m 8)                                                                                   | Pot 2 (nr. 9 t/m 16)                                                                                         | Pot 3 (nr. 17 t/m 24) | Pot 4 (nr. 25 t/m 32) | Pot 5 (nr. 33 t/m 40)                                                                                                |
| --- | --- | --- | --- | --- |
| Iran (40) Japan (50) Zuid-Korea (57) Australië (63) V.A.E. (68) Oezbekistan (73) China (82) Irak (86) | Saoedi-Arabië (95) Oman (97) Qatar (99) Jordanië (103) Bahrein (108) Vietnam (125) Syrië (126) Koeweit (127) | Afghanistan (135) Filipijnen (139) Palestina (140) Malediven (141) Thailand (142) Tadzjikistan (143) Libanon (144) India (147) | Oost-Timor (152) Kirgizië (153) Noord-Korea (157) Myanmar (158) Turkmenistan (159) Indonesië (159) Singapore (162) Bhutan (163) | Maleisië (164) Hongkong (167) Bangladesh (167) Jemen (170) Guam (175) Laos (178) Cambodja (179) Chinees Taipei (179) |

Plaatsing voor de derde ronde betekent tevens plaatsing voor het Aziatische voetbalkampioenschap van 2019. De overige landen in de poule zijn uitgeschakeld voor het WK maar spelen verder voor kwalificatie voor de Azië Cup. Afhankelijk van het resultaat in deze poulefase stromen zij in verschillende fases van de kwalificatie in. De hoogst geklasseerde landen stromen in de derde ronde in. De lager geklasseerde landen stromen in de play-off ronde in.

### Groep A
| Land          | Wed | Win | Gel | Ver | DV | DT | +/− | Pnt |                                   |
| ------------- | --- | --- | --- | --- | -- | -- | --- | --- | --------------------------------- |
| Saoedi-Arabië | 8   | 6   | 2   | 0   | 28 | 4  | +24 | 20  | Derde ronde en Azië Cup 2019      |
| V.A.E.        | 8   | 5   | 2   | 1   | 25 | 4  | +21 | 17  | Derde ronde en Azië Cup 2019      |
| Palestina     | 8   | 3   | 3   | 2   | 22 | 6  | +16 | 12  | Derde ronde Azië Cup Kwalificatie |
| Maleisië      | 8   | 1   | 1   | 6   | 3  | 30 | –27 | 4   | Play-off Azië Cup Kwalificatie    |
| Oost-Timor    | 8   | 0   | 2   | 6   | 2  | 36 | –34 | 2   | Play-off Azië Cup Kwalificatie    |

|                            |          |         |            |                                                                                                |
| 11 juni 2015 20:45 (UTC+8) | Maleisië | 1 − 1   | Oost-Timor | Bukit Jalil Nationaal Stadion, Kuala Lumpur Toeschouwers: 5.000 Scheidsrechter: Jarred Gillett |
| 11 juni 2015 20:45 (UTC+8) | Sali 34' | details | 90+4' Saro | Bukit Jalil Nationaal Stadion, Kuala Lumpur Toeschouwers: 5.000 Scheidsrechter: Jarred Gillett |

|                            |                                    |         |                            |                                                                                                  |
| 11 juni 2015 21:00 (UTC+3) | Saoedi-Arabië                      | 3 − 2   | Palestina                  | Prince Mohamed bin Fahdstadion, Dammam Toeschouwers: 4.820 Scheidsrechter: Abdulrahman Al-Jassim |
| 11 juni 2015 21:00 (UTC+3) | Al-Shehri 7' Al-Sahlawi 46', 90+4' | details | 51' Tamburrini 90+1' Jadue | Prince Mohamed bin Fahdstadion, Dammam Toeschouwers: 4.820 Scheidsrechter: Abdulrahman Al-Jassim |

|                            |            |         |                              |                                                                                  |
| 16 juni 2015 16:00 (UTC+8) | Oost-Timor | 0 − 1   | Verenigde Arabische Emiraten | Shah Alamstadion, Shah Alam (Maleisië) Toeschouwers: 200 Scheidsrechter: Ma Ning |
| 16 juni 2015 16:00 (UTC+8) |            | details | 80' Abdulrahman              | Shah Alamstadion, Shah Alam (Maleisië) Toeschouwers: 200 Scheidsrechter: Ma Ning |

|                            |          |         |                                                        |                                                                                              |
| 16 juni 2015 20:45 (UTC+8) | Maleisië | 0 − 6   | Palestina                                              | Bukit Jalil Nationaal Stadion, Kuala Lumpur Toeschouwers: 3.000 Scheidsrechter: Kim Sang-woo |
| 16 juni 2015 20:45 (UTC+8) |          | details | 9' Al-Batat 22', 75' Maraaba 41', 86' Seyam 63' Yousef | Bukit Jalil Nationaal Stadion, Kuala Lumpur Toeschouwers: 3.000 Scheidsrechter: Kim Sang-woo |

|                                |                                                                                 |        |          |                                                                                                |
| 3 september 2015 19:15 (UTC+4) | Verenigde Arabische Emiraten                                                    | 10 − 0 | Maleisië | Mohammed Bin Zayidstadion, Abu Dhabi Toeschouwers: 7.822 Scheidsrechter: Abdulrahman Al-Jassim |
| 3 september 2015 19:15 (UTC+4) | Salem 16' Mabkhout 22', 33', 76' Khalil 24', 29', 70', 78' Fardan 25' Ahmed 37' |        |          | Mohammed Bin Zayidstadion, Abu Dhabi Toeschouwers: 7.822 Scheidsrechter: Abdulrahman Al-Jassim |

|                                |                                                                                         |       |            |                                                                                        |
| 3 september 2015 20:40 (UTC+3) | Saoedi-Arabië                                                                           | 7 − 0 | Oost-Timor | Koning Abdoellah Sportstad, Djedda Toeschouwers: 11.000 Scheidsrechter: Timur Faizulin |
| 3 september 2015 20:40 (UTC+3) | Al-Shehri 2' Al-Sahlawi 23' (pen.), 26', 71' Al-Faraj 30' Al-Jassim 32' Al-Muwallad 73' |       |            | Koning Abdoellah Sportstad, Djedda Toeschouwers: 11.000 Scheidsrechter: Timur Faizulin |

|                                |           |                      |                              |                                                                                               |
| 8 september 2015 20:45 (UTC+8) | Maleisië  | 0 − 3 (reglementair) | Saoedi-Arabië                | Bukit Jalil Nationaal Stadion, Kuala Lumpur Toeschouwers: 10.000 Scheidsrechter: Liu Kwok Man |
| 8 september 2015 20:45 (UTC+8) | Safiq 70' |                      | 73' Al-Jassim 76' Al-Sahlawi | Bukit Jalil Nationaal Stadion, Kuala Lumpur Toeschouwers: 10.000 Scheidsrechter: Liu Kwok Man |

|                                |           |       |                              | |
| 8 september 2015 17:00 (UTC+3) | Palestina | 0 − 0 | Verenigde Arabische Emiraten | Faisal Al-Husseini Internationaal Stadion, Ar-Ram Toeschouwers: 15.000 Scheidsrechter: Ali Sabah Adday Al-Qaysi |
| 8 september 2015 17:00 (UTC+3) |           |       |                              | Faisal Al-Husseini Internationaal Stadion, Ar-Ram Toeschouwers: 15.000 Scheidsrechter: Ali Sabah Adday Al-Qaysi |

|                              |            |       |                  |                                                                          |
| 8 oktober 2015 16:00 (UTC+9) | Oost-Timor | 1 − 1 | Palestina        | Nationaal Stadion, Dili Toeschouwers: 2.000 Scheidsrechter: Kim Dong-jin |
| 8 oktober 2015 16:00 (UTC+9) | Saro 54'   |       | 90+2' Abu Nahyeh | Nationaal Stadion, Dili Toeschouwers: 2.000 Scheidsrechter: Kim Dong-jin |

|                              |                            |       |                              | |
| 8 oktober 2015 20:00 (UTC+3) | Saoedi-Arabië              | 2 − 1 | Verenigde Arabische Emiraten | Koning Abdoellah Sportstad, Djedda Toeschouwers: 32.482 Scheidsrechter: Muhammad Taqi Aljaafari Bin Jahari |
| 8 oktober 2015 20:00 (UTC+3) | Al-Sahlawi 45', 90' (pen.) |       | 18' Khalil                   | Koning Abdoellah Sportstad, Djedda Toeschouwers: 32.482 Scheidsrechter: Muhammad Taqi Aljaafari Bin Jahari |

|                               |            |            |          |                                                                         |
| 13 oktober 2015 12:00 (UTC+9) | Oost-Timor | 0 − 1      | Maleisië | Nationaal Stadion, Dili Toeschouwers: 2.500 Scheidsrechter: Kim Hee-gon |
| 13 oktober 2015 12:00 (UTC+9) |            | 10' Yahyah |          | Nationaal Stadion, Dili Toeschouwers: 2.500 Scheidsrechter: Kim Hee-gon |

|                               |           |       |               | |
| 9 november 2015 16:00 (UTC+2) | Palestina | 0 – 0 | Saoedi-Arabië | Amman International Stadium, Amman (Jordanië) Toeschouwers: 10.000 Scheidsrechter: Adham Makhadmeh |
| 9 november 2015 16:00 (UTC+2) |           |       |               | Amman International Stadium, Amman (Jordanië) Toeschouwers: 10.000 Scheidsrechter: Adham Makhadmeh |

|                                |                                                             |       |          |                                                                                                |
| 12 november 2015 16:00 (UTC+2) | Palestina                                                   | 6 − 0 | Maleisië | Amman International Stadium, Amman (Jordanië) Toeschouwers: 9.772 Scheidsrechter: Ahmed Al-Kaf |
| 12 november 2015 16:00 (UTC+2) | Zorrilla 37' Nahyeh 38', 45', 58' Seyam 88' Ihbeisheh 90+1' |       |          | Amman International Stadium, Amman (Jordanië) Toeschouwers: 9.772 Scheidsrechter: Ahmed Al-Kaf |

|                                |                                                                          |       |            |                                                                                       |
| 12 november 2015 18:15 (UTC+4) | Verenigde Arabische Emiraten                                             | 8 − 0 | Oost-Timor | Mohammed Bin Zayidstadion, Abu Dhabi Toeschouwers: 7.870 Scheidsrechter: Mohsen Torky |
| 12 november 2015 18:15 (UTC+4) | Ali 15', 19' Khalil 43', 53' (pen.), 56', 57' Al Bloushi 54' Alhasmi 87' |       |            | Mohammed Bin Zayidstadion, Abu Dhabi Toeschouwers: 7.870 Scheidsrechter: Mohsen Torky |

|                                |                   |        | |                                                                                    |
| 17 november 2015 16:00 (UTC+9) | Oost-Timor        | 0 − 10 | Saoedi-Arabië | Nationaal Stadion, Dili Toeschouwers: 2.000 Scheidsrechter: Hettikamkanamge Perera |
| 17 november 2015 16:00 (UTC+9) | Oliveira 85', 88' |        | 29' (pen.), 42', 55' (pen.), 70', 89' Al-Sahlawi 34' Al-Nakhli 35' Al-Shehri 85' Al-Jassim 90' Hazazi 90+2' Al-Muwallad | Nationaal Stadion, Dili Toeschouwers: 2.000 Scheidsrechter: Hettikamkanamge Perera |

|                                |                  |       |                              |                                                                                                  |
| 17 november 2015 20:45 (UTC+8) | Maleisië         | 1 − 2 | Verenigde Arabische Emiraten | Shah Alamstadion, Shah Alam Toeschouwers: 0 (gesloten voor publiek) Scheidsrechter: Masaaki Toma |
| 17 november 2015 20:45 (UTC+8) | Bin Bakthiar 59' |       | 22' Abdulrahman 52' Khalil   | Shah Alamstadion, Shah Alam Toeschouwers: 0 (gesloten voor publiek) Scheidsrechter: Masaaki Toma |

|                             |                                  |       |                 |                                                                                        |
| 24 maart 2016 19:00 (UTC+4) | Verenigde Arabische Emiraten     | 2 − 0 | Palestina       | Mohammed Bin Zayidstadion, Abu Dhabi Toeschouwers: 15.822 Scheidsrechter: Ben Williams |
| 24 maart 2016 19:00 (UTC+4) | Al Hammadi 32' Khalil 60' (pen.) |       | 5', 68' Darwish | Mohammed Bin Zayidstadion, Abu Dhabi Toeschouwers: 15.822 Scheidsrechter: Ben Williams |

|                             |                              |       |          |                                                                                      |
| 24 maart 2016 20:30 (UTC+3) | Saoedi-Arabië                | 2 − 0 | Maleisië | Koning Abdoellah Sportstad, Djedda Toeschouwers: 34.839 Scheidsrechter: Kim Dong-jin |
| 24 maart 2016 20:30 (UTC+3) | Al-Sahlawi 50' Al-Jassim 74' |       |          | Koning Abdoellah Sportstad, Djedda Toeschouwers: 34.839 Scheidsrechter: Kim Dong-jin |

|                             |                                                                      |       |            |                                                                                                |
| 29 maart 2016 17:00 (UTC+3) | Palestina                                                            | 7 − 0 | Oost-Timor | Dora Internationaal Stadion, Hebron Toeschouwers: 6.000 Scheidsrechter: Hettikamkanamge Perera |
| 29 maart 2016 17:00 (UTC+3) | Ihbeisheh 2' Cantillana 18', 66' Pinto 32', 39' Awad 77' Bahdari 90' |       |            | Dora Internationaal Stadion, Hebron Toeschouwers: 6.000 Scheidsrechter: Hettikamkanamge Perera |

|                             |                              |       |               |                                                                                           |
| 29 maart 2016 19:00 (UTC+4) | Verenigde Arabische Emiraten | 1 − 1 | Saoedi-Arabië | Mohammed Bin Zayidstadion, Abu Dhabi Toeschouwers: 32.325 Scheidsrechter: Nawaf Shukralla |
| 29 maart 2016 19:00 (UTC+4) | O. Abdulrahman 52'           |       | 24' Al-Jassim | Mohammed Bin Zayidstadion, Abu Dhabi Toeschouwers: 32.325 Scheidsrechter: Nawaf Shukralla |

### Groep B
| Land         | Wed | Win | Gel | Ver | DV | DT | +/− | Pnt |                                   |
| ------------ | --- | --- | --- | --- | -- | -- | --- | --- | --------------------------------- |
| Australië    | 8   | 7   | 0   | 1   | 29 | 4  | +25 | 21  | Derde ronde en Azië Cup 2019      |
| Jordanië     | 8   | 5   | 1   | 2   | 21 | 7  | +14 | 16  | Derde ronde Azië Cup Kwalificatie |
| Kirgizië     | 8   | 4   | 2   | 2   | 10 | 8  | +2  | 14  | Derde ronde Azië Cup Kwalificatie |
| Tadzjikistan | 8   | 1   | 2   | 5   | 9  | 20 | –11 | 5   | Play-off Azië Cup Kwalificatie    |
| Bangladesh   | 8   | 0   | 1   | 7   | 2  | 32 | –30 | 1   | Play-off Azië Cup Kwalificatie    |

|                            |                   |         |                                           |                                                                                         |
| 11 juni 2015 15:00 (UTC+6) | Bangladesh        | 1 − 3   | Kirgizië                                  | Bangabandhu Nationaal Stadion, Dhaka Toeschouwers: 10.000 Scheidsrechter: Sukhbir Singh |
| 11 juni 2015 15:00 (UTC+6) | Kichin 32' (e.d.) | details | 8', 41' Zemlianukhin 29' (pen.) Bernhardt | Bangabandhu Nationaal Stadion, Dhaka Toeschouwers: 10.000 Scheidsrechter: Sukhbir Singh |

|                            |               |       |                            |                                                                           |
| 11 juni 2015 20:00 (UTC+5) | Tadzjikistan  | 1 − 3 | Jordanië                   | Pamirstadion, Doesjanbe Toeschouwers: 19.000 Scheidsrechter: Mohsen Torky |
| 11 juni 2015 20:00 (UTC+5) | Dzhalilov 66' |       | 29', 63', 88' Abdel-Fattah | Pamirstadion, Doesjanbe Toeschouwers: 19.000 Scheidsrechter: Mohsen Torky |

|                            |            |       |                                 |                                                                                      |
| 16 juni 2015 17:00 (UTC+6) | Bangladesh | 1 − 1 | Tadzjikistan                    | Bangabandhu Nationaal Stadion, Dhaka Toeschouwers: 12.000 Scheidsrechter: Lee Min-hu |
| 16 juni 2015 17:00 (UTC+6) | Ameli 50'  |       | 88' Fatkhuloev 57', 68' Asrorov | Bangabandhu Nationaal Stadion, Dhaka Toeschouwers: 12.000 Scheidsrechter: Lee Min-hu |

|                            |                |       |                    |                                                                              |
| 16 juni 2015 21:00 (UTC+6) | Kirgizië       | 1 − 2 | Australië          | Spartakstadion, Bisjkek Toeschouwers: 18.000 Scheidsrechter: Khamis Al-Marri |
| 16 juni 2015 21:00 (UTC+6) | Baimatov 90+2' |       | 2' Jedinak 68' Oar | Spartakstadion, Bisjkek Toeschouwers: 18.000 Scheidsrechter: Khamis Al-Marri |

|                                |                                                         |       |            |                                                                    |
| 3 september 2015 19:00 (UTC+8) | Australië                                               | 5 − 0 | Bangladesh | Perth Oval, Perth Toeschouwers: 19.495 Scheidsrechter: Võ Minh Trí |
| 3 september 2015 19:00 (UTC+8) | Leckie 7' Rogić 9' Barman 20' (e.d.) Burns 29' Mooy 61' |       |            | Perth Oval, Perth Toeschouwers: 19.495 Scheidsrechter: Võ Minh Trí |

|                                |          |       |          |                                                                                                 |
| 3 september 2015 20:00 (UTC+3) | Jordanië | 0 − 0 | Kirgizië | Amman International Stadium, Amman Toeschouwers: 5.012 Scheidsrechter: Mohd Amirul Izwan Yaacob |
| 3 september 2015 20:00 (UTC+3) |          |       |          | Amman International Stadium, Amman Toeschouwers: 5.012 Scheidsrechter: Mohd Amirul Izwan Yaacob |

|                                |            |                                                   |          |                                                                                        |
| 8 september 2015 17:00 (UTC+6) | Bangladesh | 0 − 4                                             | Jordanië | Bangabandhu Nationaal Stadion, Dhaka Toeschouwers: 12.000 Scheidsrechter: Yu Ming-hsun |
| 8 september 2015 17:00 (UTC+6) |            | 13' (pen.), 56' Deeb 33' Abu Amarah 58' Al-Bakhit |          | Bangabandhu Nationaal Stadion, Dhaka Toeschouwers: 12.000 Scheidsrechter: Yu Ming-hsun |

|                                |              |                                |           |                                                                                |
| 8 september 2015 18:00 (UTC+5) | Tadzjikistan | 0 − 3                          | Australië | Pamirstadion, Doesjanbe Toeschouwers: 19.000 Scheidsrechter: Jameel Abdulhusin |
| 8 september 2015 18:00 (UTC+5) |              | 57' Milligan 73', 90+1' Cahill |           | Pamirstadion, Doesjanbe Toeschouwers: 19.000 Scheidsrechter: Jameel Abdulhusin |

|                              |                                   |       |                                 |                                                                                |
| 8 oktober 2015 20:00 (UTC+6) | Kirgizië                          | 2 − 2 | Tadzjikistan                    | Spartakstadion, Bisjkek Toeschouwers: 17.600 Scheidsrechter: Mooud Bonyadifard |
| 8 oktober 2015 20:00 (UTC+6) | Duyshobekov 8' Zemlyanukhin 90+4' |       | 65' Dzhalilov 72' (pen.) Vasiev | Spartakstadion, Bisjkek Toeschouwers: 17.600 Scheidsrechter: Mooud Bonyadifard |

|                              |                                        |       |           |                                                                                      |
| 8 oktober 2015 17:00 (UTC+3) | Jordanië                               | 2 − 0 | Australië | Amman International Stadium, Amman Toeschouwers: 11.462 Scheidsrechter: Masaaki Toma |
| 8 oktober 2015 17:00 (UTC+3) | Abdel-Fattah 47' (pen.) Al-Dardour 85' |       |           | Amman International Stadium, Amman Toeschouwers: 11.462 Scheidsrechter: Masaaki Toma |

|                               |                    |       |            |                                                                                |
| 13 oktober 2015 20:00 (UTC+6) | Kirgizië           | 2 − 0 | Bangladesh | Spartakstadion, Bisjkek Toeschouwers: 12.001 Scheidsrechter: Jameel Abdulhusin |
| 13 oktober 2015 20:00 (UTC+6) | Lux 27' Amirov 89' |       |            | Spartakstadion, Bisjkek Toeschouwers: 12.001 Scheidsrechter: Jameel Abdulhusin |

|                               |                                        |       |              |                                                                                            |
| 13 oktober 2015 19:00 (UTC+3) | Jordanië                               | 3 − 0 | Tadzjikistan | Amman International Stadium, Amman Toeschouwers: 15.000 Scheidsrechter: Abdullah Al Hilali |
| 13 oktober 2015 19:00 (UTC+3) | Al-Dardour 65', 90+4' Abdel-Fattah 67' |       |              | Amman International Stadium, Amman Toeschouwers: 15.000 Scheidsrechter: Abdullah Al Hilali |

|                                 |                                                 |       |          |                                                                              |
| 12 november 2015 20:00 (UTC+11) | Australië                                       | 3 − 0 | Kirgizië | Canberra Stadium, Canberra Toeschouwers: 19.412 Scheidsrechter: Kim Sang-woo |
| 12 november 2015 20:00 (UTC+11) | Jedinak 40' (pen.) Cahill 50' Amirov 69' (e.d.) |       |          | Canberra Stadium, Canberra Toeschouwers: 19.412 Scheidsrechter: Kim Sang-woo |

|                                |                                                 |       |            |                                                                          |
| 12 november 2015 17:00 (UTC+5) | Tadzjikistan                                    | 5 − 0 | Bangladesh | Pamirstadion, Doesjanbe Toeschouwers: 5.500 Scheidsrechter: Ali Al Qaysi |
| 12 november 2015 17:00 (UTC+5) | Dzhalilov 16', 26', 59', 74' Nazarov 51' (pen.) |       |            | Pamirstadion, Doesjanbe Toeschouwers: 5.500 Scheidsrechter: Ali Al Qaysi |

|                                |            |                                 |           |                                                                                   |
| 17 november 2015 17:30 (UTC+6) | Bangladesh | 0 − 4                           | Australië | Bangabandhu Nationaal Stadion, Dhaka Toeschouwers: 19.730 Scheidsrechter: Wang Di |
| 17 november 2015 17:30 (UTC+6) |            | 6', 32', 36' Cahill 43' Jedinak |           | Bangabandhu Nationaal Stadion, Dhaka Toeschouwers: 19.730 Scheidsrechter: Wang Di |

|                                |                  |       |          |                                                                                 |
| 17 november 2015 20:00 (UTC+6) | Kirgizië         | 1 − 0 | Jordanië | Spartakstadion, Bisjkek Toeschouwers: 14.000 Scheidsrechter: Çarymyrat Kurbanow |
| 17 november 2015 20:00 (UTC+6) | Zemlianukhin 48' |       |          | Spartakstadion, Bisjkek Toeschouwers: 14.000 Scheidsrechter: Çarymyrat Kurbanow |

|                               |                                                                                |       |              |                                                                             |
| 24 maart 2016 19:30 UTC+10:30 | Australië                                                                      | 7 − 0 | Tadzjikistan | Adelaide Oval, Adelaide Toeschouwers: 35.439 Scheidsrechter: Fahad Al-Marri |
| 24 maart 2016 19:30 UTC+10:30 | Luongo 2' Jedinak 13' (pen.) Milligan 57' (pen.) Burns 67', 87' Rogić 70', 72' |       |              | Adelaide Oval, Adelaide Toeschouwers: 35.439 Scheidsrechter: Fahad Al-Marri |

|                           | |       |            | |
| 24 maart 2016 14:30 UTC+2 | Jordanië                                                                                            | 8 − 0 | Bangladesh | Amman International Stadium, Amman Toeschouwers: 6.000 Scheidsrechter: Muhammad Taqi Aljaafari Bin Jahari |
| 24 maart 2016 14:30 UTC+2 | Al-Dardour 7', 23', 40' Deeb 29' (pen.) Al-Rawashdeh 32' Faisal 63' Al-Naber 83' Samir 90+2' (pen.) |       |            | Amman International Stadium, Amman Toeschouwers: 6.000 Scheidsrechter: Muhammad Taqi Aljaafari Bin Jahari |

|                              |                                               |       |          |                                                                                     |
| 29 maart 2016 20:00 (UTC+11) | Australië                                     | 5 − 1 | Jordanië | Sydney Football Stadium, Sydney Toeschouwers: 24.975 Scheidsrechter: Kim Jong-hyeok |
| 29 maart 2016 20:00 (UTC+11) | Cahill 24', 44' Mooy 39' Rogić 53' Luongo 69' |       | 90' Deeb | Sydney Football Stadium, Sydney Toeschouwers: 24.975 Scheidsrechter: Kim Jong-hyeok |

|                             |              |         |          |                                                                         |
| 29 maart 2016 18:00 (UTC+5) | Tadzjikistan | 0 − 1   | Kirgizië | Pamirstadion, Doesjanbe Toeschouwers: 7.500 Scheidsrechter: Aziz Asimov |
| 29 maart 2016 18:00 (UTC+5) |              | 19' Lux |          | Pamirstadion, Doesjanbe Toeschouwers: 7.500 Scheidsrechter: Aziz Asimov |

### Groep C
| Land      | Wed | Win | Gel | Ver | DV | DT | +/− | Pnt |                                   |
| --------- | --- | --- | --- | --- | -- | -- | --- | --- | --------------------------------- |
| Qatar     | 8   | 7   | 0   | 1   | 29 | 4  | +25 | 21  | Derde ronde en Azië Cup 2019      |
| China     | 8   | 5   | 2   | 1   | 27 | 1  | +26 | 17  | Derde ronde en Azië Cup 2019      |
| Hongkong  | 8   | 4   | 2   | 2   | 13 | 5  | +8  | 14  | Derde ronde Azië Cup Kwalificatie |
| Malediven | 8   | 2   | 0   | 6   | 8  | 20 | –12 | 6   | Play-off Azië Cup Kwalificatie    |
| Bhutan    | 8   | 0   | 0   | 8   | 5  | 52 | –47 | 0   | Play-off Azië Cup Kwalificatie    |

|                            |                                                                                            |       |        |                                                                                  |
| 11 juni 2015 20:00 (UTC+8) | Hongkong                                                                                   | 7 − 0 | Bhutan | Mong Kokstadion, Mong Kok Toeschouwers: 6.326 Scheidsrechter: Çarymyrat Gurbanow |
| 11 juni 2015 20:00 (UTC+8) | McKee 19', 57' Annan 23' LO Kwan Yee 30' JU Yingzhi 42' LAM Ka Wai 49' (pen.) Karikari 67' |       |        | Mong Kokstadion, Mong Kok Toeschouwers: 6.326 Scheidsrechter: Çarymyrat Gurbanow |

|                            |           |               |       |                                                                                   |
| 11 juni 2015 21:00 (UTC+5) | Malediven | 0 − 1         | Qatar | Nationaal Voetbalstadion, Malé Toeschouwers: 9.000 Scheidsrechter: Yudai Yamamoto |
| 11 juni 2015 21:00 (UTC+5) |           | 90+9' Maqsoud |       | Nationaal Voetbalstadion, Malé Toeschouwers: 9.000 Scheidsrechter: Yudai Yamamoto |

|                            |        |                                                      |       |                                                                                     |
| 16 juni 2015 18:00 (UTC+6) | Bhutan | 0 − 6                                                | China | Changlimithangstadion, Thimphu Toeschouwers: 10.000 Scheidsrechter: Rowan Arumughan |
| 16 juni 2015 18:00 (UTC+6) |        | 45+2', 60', 76' YANG Xu 55' WU Lei 67', 83' YU Dabao |       | Changlimithangstadion, Thimphu Toeschouwers: 10.000 Scheidsrechter: Rowan Arumughan |

|                            |                               |       |           |                                                                               |
| 16 juni 2015 20:00 (UTC+8) | Hongkong                      | 2 − 0 | Malediven | Mong Kokstadion, Mong Kok Toeschouwers: 6.370 Scheidsrechter: Adham Makhadmeh |
| 16 juni 2015 20:00 (UTC+8) | XU Deshuai 63' LAM Ka Wai 68' |       |           | Mong Kokstadion, Mong Kok Toeschouwers: 6.370 Scheidsrechter: Adham Makhadmeh |

|                                |       |       |          |                                                                               |
| 3 september 2015 19:35 (UTC+8) | China | 0 − 0 | Hongkong | Bao'anstadion, Shenzhen Toeschouwers: 26.173 Scheidsrechter: Strebre Delovski |
| 3 september 2015 19:35 (UTC+8) |       |       |          | Bao'anstadion, Shenzhen Toeschouwers: 26.173 Scheidsrechter: Strebre Delovski |

|                                | |        |        |                                                                                     |
| 3 september 2015 19:00 (UTC+3) | Qatar | 15 − 0 | Bhutan | Jassim Bin Hamadstadion, Doha Toeschouwers: 2.022 Scheidsrechter: Mohammad Abu Loum |
| 3 september 2015 19:00 (UTC+3) | Musa 8', 28' Kasola 18' Assadalla 21', 45', 63' Al Haidos 25', 87' Muntari 37', 41', 48' Afif 57' Khouki 62', 70' Mohammad 75' |        |        | Jassim Bin Hamadstadion, Doha Toeschouwers: 2.022 Scheidsrechter: Mohammad Abu Loum |

|                                |           |                                    |       |                                                                                         |
| 8 september 2015 19:35 (UTC+8) | Malediven | 0 − 3                              | China | Olympisch Stadion, Shenyang, (China) Toeschouwers: 28.036 Scheidsrechter: Sukhbir Singh |
| 8 september 2015 19:35 (UTC+8) |           | 8', 57' YU Dabao 66' ZHANG Linpeng |       | Olympisch Stadion, Shenyang, (China) Toeschouwers: 28.036 Scheidsrechter: Sukhbir Singh |

|                                |                        |       |                                 |                                                                            |
| 8 september 2015 20:00 (UTC+8) | Hongkong               | 2 − 3 | Qatar                           | Mong Kokstadion, Mong Kok Toeschouwers: 6.396 Scheidsrechter: Kim Sang-woo |
| 8 september 2015 20:00 (UTC+8) | BAI He 87' Godfred 89' |       | 22' Boudiaf 62' Hassan 84' Musa | Mong Kokstadion, Mong Kok Toeschouwers: 6.396 Scheidsrechter: Kim Sang-woo |

|                              |                                            |       |                                        |                                                                                       |
| 8 oktober 2015 18:00 (UTC+6) | Bhutan                                     | 3 − 4 | Malediven                              | Changlimithangstadion, Thimphu Toeschouwers: 7.000 Scheidsrechter: Tayab Shamsuzzaman |
| 8 oktober 2015 18:00 (UTC+6) | T. Dorji 85' C. Gyeltshen 88' Basnet 90+1' |       | 11' Nashid 23', 33', 57' (pen.) Ashfaq | Changlimithangstadion, Thimphu Toeschouwers: 7.000 Scheidsrechter: Tayab Shamsuzzaman |

|                              |             |       |       |                                                                                |
| 8 oktober 2015 18:30 (UTC+3) | Qatar       | 1 − 0 | China | Jassim Bin Hamadstadion, Doha Toeschouwers: 7.730 Scheidsrechter: Ko Hyung-jin |
| 8 oktober 2015 18:30 (UTC+3) | Boudiaf 22' |       |       | Jassim Bin Hamadstadion, Doha Toeschouwers: 7.730 Scheidsrechter: Ko Hyung-jin |

|                               |        |                 |          |                                                                                |
| 13 oktober 2015 18:00 (UTC+6) | Bhutan | 0 − 1           | Hongkong | Changlimithangstadion, Thimphu Toeschouwers: 7.280 Scheidsrechter: Aziz Asimov |
| 13 oktober 2015 18:00 (UTC+6) |        | 89' CHAN Siu Ki |          | Changlimithangstadion, Thimphu Toeschouwers: 7.280 Scheidsrechter: Aziz Asimov |

|                               |                                       |       |           |                                                                                |
| 13 oktober 2015 18:30 (UTC+3) | Qatar                                 | 4 − 0 | Malediven | Jassim Bin Hamadstadion, Doha Toeschouwers: 4.006 Scheidsrechter: Ahmed Al-Kaf |
| 13 oktober 2015 18:30 (UTC+3) | Khouki 28', 70' Kasola 69' Musa 90+2' |       |           | Jassim Bin Hamadstadion, Doha Toeschouwers: 4.006 Scheidsrechter: Ahmed Al-Kaf |

|                                |           |                     |          |                                                                                     |
| 12 november 2015 15:50 (UTC+5) | Malediven | 0 − 1               | Hongkong | Nationaal Voetbalstadion, Malé Toeschouwers: 6.000 Scheidsrechter: Ammar Al-Jeneibi |
| 12 november 2015 15:50 (UTC+5) |           | 13' (pen.) Paulinho |          | Nationaal Voetbalstadion, Malé Toeschouwers: 6.000 Scheidsrechter: Ammar Al-Jeneibi |

|                                | |        |        |                                                                             |
| 12 november 2015 19:35 (UTC+8) | China | 12 − 0 | Bhutan | Helongstadion, Changsha Toeschouwers: 27.358 Scheidsrechter: Marai Al-Awaji |
| 12 november 2015 19:35 (UTC+8) | MEI Fang 10' YANG Xu 13', 21' (pen.), 37', 52' YU Dabao 16', 39' YU Hanchao 34', 72' WANG Yongpo 66', 81' ZHANG Xizhe 88' |        |        | Helongstadion, Changsha Toeschouwers: 27.358 Scheidsrechter: Marai Al-Awaji |

|                                |        |                                |       |                                                                                    |
| 17 november 2015 18:00 (UTC+6) | Bhutan | 0 − 3                          | Qatar | Changlimithangstadion, Thimphu Toeschouwers: 4.128 Scheidsrechter: Ilgiz Tantashev |
| 17 november 2015 18:00 (UTC+6) |        | 22' Muntari 36', 90' Al-Haidos |       | Changlimithangstadion, Thimphu Toeschouwers: 4.128 Scheidsrechter: Ilgiz Tantashev |

|                                |          |       |       |                                                                               |
| 17 november 2015 20:00 (UTC+8) | Hongkong | 0 − 0 | China | Mong Kokstadion, Hongkong Toeschouwers: 6.071 Scheidsrechter: Nawaf Shukralla |
| 17 november 2015 20:00 (UTC+8) |          |       |       | Mong Kokstadion, Hongkong Toeschouwers: 6.071 Scheidsrechter: Nawaf Shukralla |

|                             |                                     |       |           |                                                                                         |
| 24 maart 2016 19:35 (UTC+8) | China                               | 4 − 0 | Malediven | Wuhan Sportcentrum, Wuhan Toeschouwers: 32.618 Scheidsrechter: Ali Sabah Adday Al-Qaysi |
| 24 maart 2016 19:35 (UTC+8) | JIANG Ning 3', 85', 90' YANG Xu 12' |       |           | Wuhan Sportcentrum, Wuhan Toeschouwers: 32.618 Scheidsrechter: Ali Sabah Adday Al-Qaysi |

|                             |                         |       |          |                                                                                       |
| 24 maart 2016 19:00 (UTC+3) | Qatar                   | 2 − 0 | Hongkong | Jassim Bin Hamadstadion, Doha Toeschouwers: 10.170 Scheidsrechter: Dmitriy Mashentsev |
| 24 maart 2016 19:00 (UTC+3) | Al Haidos 20' Soria 87' |       |          | Jassim Bin Hamadstadion, Doha Toeschouwers: 10.170 Scheidsrechter: Dmitriy Mashentsev |

|                             |                            |       |       |                                                                                     |
| 29 maart 2016 19:35 (UTC+8) | China                      | 2 − 0 | Qatar | Shaanxistadion, Xi'an Toeschouwers: 46.718 Scheidsrechter: Mohd Amirul Izwan Yaacob |
| 29 maart 2016 19:35 (UTC+8) | HUANG Bowen 57' WU Lei 89' |       |       | Shaanxistadion, Xi'an Toeschouwers: 46.718 Scheidsrechter: Mohd Amirul Izwan Yaacob |

|                             |                                                    |       |                               |                                                                                 |
| 29 maart 2016 21:00 (UTC+5) | Malediven                                          | 4 − 2 | Bhutan                        | Nationaal Voetbalstadion, Malé Toeschouwers: 4.102 Scheidsrechter: Kim Sang-woo |
| 29 maart 2016 21:00 (UTC+5) | Asadhulla 37' Ashfaq 81' (pen.), 90+4' Mohamed 87' |       | 7' Gyeltshen 48' (pen.) Dorji | Nationaal Voetbalstadion, Malé Toeschouwers: 4.102 Scheidsrechter: Kim Sang-woo |

### Groep D
| Land         | Wed | Win | Gel | Ver | DV | DT | +/− | Pnt |                                   |
| ------------ | --- | --- | --- | --- | -- | -- | --- | --- | --------------------------------- |
| Iran         | 8   | 6   | 2   | 0   | 26 | 3  | +23 | 20  | Derde ronde en Azië Cup 2019      |
| Oman         | 8   | 4   | 2   | 2   | 11 | 7  | +4  | 14  | Derde ronde Azië Cup Kwalificatie |
| Turkmenistan | 8   | 4   | 1   | 3   | 10 | 11 | –1  | 13  | Derde ronde Azië Cup Kwalificatie |
| Guam         | 8   | 2   | 1   | 5   | 3  | 16 | –13 | 7   | Derde ronde Azië Cup Kwalificatie |
| India        | 8   | 1   | 0   | 7   | 5  | 18 | −13 | 3   | Play-off Azië Cup Kwalificatie    |

|                             |                       |         |              |                                                                                        |
| 11 juni 2015 16:15 (UTC+10) | Guam                  | 1 − 0   | Turkmenistan | Guam F.A. National Training Center, Dededo Toeschouwers: 3.000 Scheidsrechter: Wang Di |
| 11 juni 2015 16:15 (UTC+10) | Annaorazov 14' (e.d.) | details |              | Guam F.A. National Training Center, Dededo Toeschouwers: 3.000 Scheidsrechter: Wang Di |

|                               |             |       |                             |                                                                                     |
| 11 juni 2015 19:00 (UTC+5:30) | India       | 1 − 2 | Oman                        | Sree Kanteeravastadion, Bangalore Toeschouwers: 19.312 Scheidsrechter: Ko Hyung-jin |
| 11 juni 2015 19:00 (UTC+5:30) | Chhetri 26' |       | 1' Said 40' (pen.) Al-Hosni | Sree Kanteeravastadion, Bangalore Toeschouwers: 19.312 Scheidsrechter: Ko Hyung-jin |

|                             |                          |       |               |                                                                                            |
| 16 juni 2015 16:15 (UTC+10) | Guam                     | 2 − 1 | India         | Guam F.A. National Training Center, Dededo Toeschouwers: 3.277 Scheidsrechter: Võ Minh Trí |
| 16 juni 2015 16:15 (UTC+10) | McDonald 38' Nicklaw 62' |       | 90+4' Chhetri | Guam F.A. National Training Center, Dededo Toeschouwers: 3.277 Scheidsrechter: Võ Minh Trí |

|                            |                |       |           |                                                                                            |
| 16 juni 2015 18:00 (UTC+5) | Turkmenistan   | 1 − 1 | Iran      | Sport toplumystadion, Daşoguz Toeschouwers: 10.000 Scheidsrechter: Jameel Juma Abdulhusain |
| 16 juni 2015 18:00 (UTC+5) | Mingazow 45+1' |       | 4' Azmoun | Sport toplumystadion, Daşoguz Toeschouwers: 10.000 Scheidsrechter: Jameel Juma Abdulhusain |

|                                   |                                                               |       |      |                                                                            |
| 3 september 2015 19:00 (UTC+4:30) | Iran                                                          | 6 − 0 | Guam | Azadistadion, Teheran Toeschouwers: 11.232 Scheidsrechter: Khamis Al-Marri |
| 3 september 2015 19:00 (UTC+4:30) | Dejagah 10' (pen.) Taremi 31', 65' Azmoun 34', 41' Torabi 90' |       |      | Azadistadion, Teheran Toeschouwers: 11.232 Scheidsrechter: Khamis Al-Marri |

|                                |                                          |       |              |                                                                                             |
| 3 september 2015 19:00 (UTC+4) | Oman                                     | 3 − 1 | Turkmenistan | Al-Seebstadion, Seeb Toeschouwers: 7.500 Scheidsrechter: Muhammad Taqi Aljaafari Bin Jahari |
| 3 september 2015 19:00 (UTC+4) | Saleh 7' Saparow 11' (e.d.) Al-Hosni 59' |       | 82' Amanow   | Al-Seebstadion, Seeb Toeschouwers: 7.500 Scheidsrechter: Muhammad Taqi Aljaafari Bin Jahari |

|                                 |      |       |      |                                                                                                |
| 8 september 2015 16:00 (UTC+10) | Guam | 0 − 0 | Oman | Guam F.A. National Training Center, Dededo Toeschouwers: 2.239 Scheidsrechter: Hiroyuki Kimura |
| 8 september 2015 16:00 (UTC+10) |      |       |      | Guam F.A. National Training Center, Dededo Toeschouwers: 2.239 Scheidsrechter: Hiroyuki Kimura |

|                                   |       |                                      |      |                                                                                         |
| 8 september 2015 19:00 (UTC+5:30) | India | 0 − 3                                | Iran | Sree Kanteeravastadion, Bangalore Toeschouwers: 14.500 Scheidsrechter: Ammar Al-Jeneibi |
| 8 september 2015 19:00 (UTC+5:30) |       | 28' Azmoun 46' Teymourian 49' Taremi |      | Sree Kanteeravastadion, Bangalore Toeschouwers: 14.500 Scheidsrechter: Ammar Al-Jeneibi |

|                              |                      |       |                |                                                                                  |
| 8 oktober 2015 18:00 (UTC+5) | Turkmenistan         | 2 − 1 | India          | Köpetdagstadion, Asjchabad Toeschouwers: 20.100 Scheidsrechter: Masoud Tufaylieh |
| 8 oktober 2015 18:00 (UTC+5) | Abylow 8' Amanow 60' |       | 28' Lalpekhlua | Köpetdagstadion, Asjchabad Toeschouwers: 20.100 Scheidsrechter: Masoud Tufaylieh |

|                              |                 |       |              |                                                                                              |
| 8 oktober 2015 18:30 (UTC+4) | Oman            | 1 − 1 | Iran         | Sultan Qaboos Sports Complex, Masqat Toeschouwers: 12.400 Scheidsrechter: Valentin Kovalenko |
| 8 oktober 2015 18:30 (UTC+4) | Al-Mukhaini 53' |       | 70' Hosseini | Sultan Qaboos Sports Complex, Masqat Toeschouwers: 12.400 Scheidsrechter: Valentin Kovalenko |

|                               |              |       |      |                                                                                  |
| 13 oktober 2015 18:00 (UTC+5) | Turkmenistan | 1 − 0 | Guam | Köpetdagstadion, Asjchabad Toeschouwers: 20.200 Scheidsrechter: Turki Al-Khudair |
| 13 oktober 2015 18:00 (UTC+5) | Abylow 16'   |       |      | Köpetdagstadion, Asjchabad Toeschouwers: 20.200 Scheidsrechter: Turki Al-Khudair |

|                               |                                 |       |       |                                                                          |
| 13 oktober 2015 18:30 (UTC+4) | Oman                            | 3 − 0 | India | Al-Seebstadion, Seeb Toeschouwers: 11.000 Scheidsrechter: Fahad Al-Marri |
| 13 oktober 2015 18:30 (UTC+4) | Mubarak 55' Al-Muqbali 67', 84' |       |       | Al-Seebstadion, Seeb Toeschouwers: 11.000 Scheidsrechter: Fahad Al-Marri |

|                                 |                                                  |       |              |                                                                         |
| 12 november 2015 17:00 UTC+3:30 | Iran                                             | 3 − 1 | Turkmenistan | Azadistadion, Teheran Toeschouwers: 35.800 Scheidsrechter: Kim Dong-jin |
| 12 november 2015 17:00 UTC+3:30 | Pouraliganji 6' Ezatolahi 64' Dejagah 83' (pen.) |       | 62' Saparow  | Azadistadion, Teheran Toeschouwers: 35.800 Scheidsrechter: Kim Dong-jin |

|                                   |           |       |      |                                                                                   |
| 12 november 2015 19:00 (UTC+5:30) | India     | 1 − 0 | Guam | Jawaharlal Nehrustadion, Delhi Toeschouwers: 6.277 Scheidsrechter: Jarred Gillett |
| 12 november 2015 19:00 (UTC+5:30) | Singh 10' |       |      | Jawaharlal Nehrustadion, Delhi Toeschouwers: 6.277 Scheidsrechter: Jarred Gillett |

|                                 |            |       |                                                                                              |                                                                                            |
| 17 november 2015 15:30 (UTC+10) | Guam       | 0 − 6 | Iran                                                                                         | Guam F.A. National Training Center, Dededo Toeschouwers: 2.087 Scheidsrechter: Ho Wai Sing |
| 17 november 2015 15:30 (UTC+10) | Matkin 51' |       | 12', 63' Taremi 32' Kamyabinia 49' Rezaeian 52' (pen.) Shojaei 53' Ansarifard 72' Beiranvand | Guam F.A. National Training Center, Dededo Toeschouwers: 2.087 Scheidsrechter: Ho Wai Sing |

|                                |                           |       |                |                                                                         |
| 17 november 2015 18:00 (UTC+5) | Turkmenistan              | 2 − 1 | Oman           | Köpetdagstadion, Asjchabad Toeschouwers: 23.100 Scheidsrechter: Ma Ning |
| 17 november 2015 18:00 (UTC+5) | Gevorkyan 40' Muhadov 67' |       | 70' Al Ghasany | Köpetdagstadion, Asjchabad Toeschouwers: 23.100 Scheidsrechter: Ma Ning |

|                              |                                                           |       |       |                                                                        |
| 24 maart 2016 19:00 UTC+4:30 | Iran                                                      | 4 − 0 | India | Azadistadion, Teheran Toeschouwers: 29.160 Scheidsrechter: Võ Minh Trí |
| 24 maart 2016 19:00 UTC+4:30 | Hajsafi 33' (pen.), 65' (pen.) Azmoun 61' Jahanbakhsh 78' |       |       | Azadistadion, Teheran Toeschouwers: 29.160 Scheidsrechter: Võ Minh Trí |

|                             |                 |       |      |                                                                                            |
| 24 maart 2016 19:00 (UTC+4) | Oman            | 1 − 0 | Guam | Sultan Qaboos Sports Complex, Masqat Toeschouwers: 8.000 Scheidsrechter: Jameel Abdulhusin |
| 24 maart 2016 19:00 (UTC+4) | Al-Mahaijri 54' |       |      | Sultan Qaboos Sports Complex, Masqat Toeschouwers: 8.000 Scheidsrechter: Jameel Abdulhusin |

|                                |             |       |                        |                                                                                    |
| 29 maart 2016 19:00 (UTC+5:30) | India       | 1 − 2 | Turkmenistan           | Jawaharlal Nehrustadion, Delhi Toeschouwers: 3.111 Scheidsrechter: Khamis Al-Marri |
| 29 maart 2016 19:00 (UTC+5:30) | Jhingan 26' |       | 48' Asmanow 70' Ataýew | Jawaharlal Nehrustadion, Delhi Toeschouwers: 3.111 Scheidsrechter: Khamis Al-Marri |

|                              |                 |       |      |                                                                        |
| 29 maart 2016 19:00 UTC+4:30 | Iran            | 2 − 0 | Oman | Azadistadion, Teheran Toeschouwers: 33.850 Scheidsrechter: Minoru Tōjō |
| 29 maart 2016 19:00 UTC+4:30 | Azmoun 16', 23' |       |      | Azadistadion, Teheran Toeschouwers: 33.850 Scheidsrechter: Minoru Tōjō |

### Groep E
| Land        | Wed | Win | Gel | Ver | DV | DT | +/− | Pnt |                                   |
| ----------- | --- | --- | --- | --- | -- | -- | --- | --- | --------------------------------- |
| Japan       | 8   | 7   | 1   | 0   | 27 | 0  | +27 | 22  | Derde ronde en Azië Cup 2019      |
| Syrië       | 8   | 6   | 0   | 2   | 26 | 11 | +15 | 18  | Derde ronde en Azië Cup 2019      |
| Singapore   | 8   | 3   | 1   | 4   | 9  | 9  | 0   | 10  | Derde ronde Azië Cup Kwalificatie |
| Afghanistan | 8   | 3   | 0   | 5   | 8  | 24 | –16 | 9   | Derde ronde Azië Cup Kwalificatie |
| Cambodja    | 8   | 0   | 0   | 8   | 1  | 27 | –26 | 0   | Play-off Azië Cup Kwalificatie    |

|                            |          |         |                                       |                                                                                 |
| 11 juni 2015 18:30 (UTC+7) | Cambodja | 0 − 4   | Singapore                             | Olympisch Stadion, Phnom Penh Toeschouwers: 63.000 Scheidsrechter: Liu Kwok Man |
| 11 juni 2015 18:30 (UTC+7) |          | details | 9' Amri 21', 35' Baharudin 55' Fazrul | Olympisch Stadion, Phnom Penh Toeschouwers: 63.000 Scheidsrechter: Liu Kwok Man |

|                               |             |                                                                      |       |                                                                                  |
| 11 juni 2015 20:00 (UTC+4:30) | Afghanistan | 0 − 6                                                                | Syrië | Samenstadion, Mashhad (Iran) Toeschouwers: 7.647 Scheidsrechter: Ilgiz Tantashev |
| 11 juni 2015 20:00 (UTC+4:30) |             | 19', 25' Rafe 40' Ajan 70' Al Hussain 76' Malki 90+4' (pen.) Khribin |       | Samenstadion, Mashhad (Iran) Toeschouwers: 7.647 Scheidsrechter: Ilgiz Tantashev |

|                            |       |       |           |                                                                                         |
| 16 juni 2015 19:30 (UTC+9) | Japan | 0 − 0 | Singapore | Saitamastadion, Saitama Toeschouwers: 57.533 Scheidsrechter: Mohanad Qasim Eesee Sarray |
| 16 juni 2015 19:30 (UTC+9) |       |       |           | Saitamastadion, Saitama Toeschouwers: 57.533 Scheidsrechter: Mohanad Qasim Eesee Sarray |

|                            |          |           |             |                                                                                   |
| 16 juni 2015 18:30 (UTC+7) | Cambodja | 0 − 1     | Afghanistan | Olympisch Stadion, Phnom Penh Toeschouwers: 55.000 Scheidsrechter: Marai Al-Awaji |
| 16 juni 2015 18:30 (UTC+7) |          | 87' Zazai |             | Olympisch Stadion, Phnom Penh Toeschouwers: 55.000 Scheidsrechter: Marai Al-Awaji |

|                                |                                  |       |          |                                                                          |
| 3 september 2015 19:26 (UTC+9) | Japan                            | 3 − 0 | Cambodja | Saitamastadion, Saitama Toeschouwers: 54.716 Scheidsrechter: Kim Hee-gon |
| 3 september 2015 19:26 (UTC+9) | Honda 28' Yoshida 50' Kagawa 61' |       |          | Saitamastadion, Saitama Toeschouwers: 54.716 Scheidsrechter: Kim Hee-gon |

|                                |              |       |           |                                                                                                 |
| 3 september 2015 20:00 (UTC+4) | Syrië        | 1 − 0 | Singapore | Sultan Qaboos Sports Complex, Muscat (Oman) Toeschouwers: 100 Scheidsrechter: Yousef Al-Marzouq |
| 3 september 2015 20:00 (UTC+4) | Al-Jafal 59' |       |           | Sultan Qaboos Sports Complex, Muscat (Oman) Toeschouwers: 100 Scheidsrechter: Yousef Al-Marzouq |

|                                |          |                                                            |       |                                                                            |
| 8 september 2015 18:30 (UTC+7) | Cambodja | 0 − 6                                                      | Syrië | Olympisch Stadion, Phnom Penh Toeschouwers: 35.000 Scheidsrechter: Wang Di |
| 8 september 2015 18:30 (UTC+7) |          | 29', 39' Khribin 31' Malki 44' Maowas 50' Midani 81' Omari |       | Olympisch Stadion, Phnom Penh Toeschouwers: 35.000 Scheidsrechter: Wang Di |

|                                   |             |                                                          |       |                                                                                   |
| 8 september 2015 16:55 (UTC+4:30) | Afghanistan | 0 − 6                                                    | Japan | Azadistadion, Teheran (Iran) Toeschouwers: 8.650 Scheidsrechter: Khamis Al-Kuwari |
| 8 september 2015 16:55 (UTC+4:30) |             | 10', 50' Kagawa 35' Morishige 60', 57' Okazaki 74' Honda |       | Azadistadion, Teheran (Iran) Toeschouwers: 8.650 Scheidsrechter: Khamis Al-Kuwari |

|                              |           |       |             |                                                                            |
| 8 oktober 2015 20:00 (UTC+8) | Singapore | 1 − 0 | Afghanistan | Nationaal Stadion, Kallang Toeschouwers: 5.400 Scheidsrechter: Ng Chiu Kok |
| 8 oktober 2015 20:00 (UTC+8) | Amri 72'  |       |             | Nationaal Stadion, Kallang Toeschouwers: 5.400 Scheidsrechter: Ng Chiu Kok |

|                              |       |                                        |       |                                                                               |
| 8 oktober 2015 17:00 (UTC+4) | Syrië | 0 − 3                                  | Japan | Al-Seebstadion, Seeb (Oman) Toeschouwers: 680 Scheidsrechter: Ravshan Irmatov |
| 8 oktober 2015 17:00 (UTC+4) |       | 55' (pen.) Honda 70' Okazaki 88' Usami |       | Al-Seebstadion, Seeb (Oman) Toeschouwers: 680 Scheidsrechter: Ravshan Irmatov |

|                               |                      |       |            |                                                                             |
| 13 oktober 2015 20:00 (UTC+8) | Singapore            | 2 − 1 | Cambodja   | Nationaal Stadion, Kallang Toeschouwers: 6.650 Scheidsrechter: Kim Dae-yong |
| 13 oktober 2015 20:00 (UTC+8) | Ramli 16' Fazrul 47' |       | 65' Suhana | Nationaal Stadion, Kallang Toeschouwers: 6.650 Scheidsrechter: Kim Dae-yong |

|                               |                                    |       |                         |                                                                                                  |
| 13 oktober 2015 20:00 (UTC+4) | Syrië                              | 5 − 2 | Afghanistan             | Sultan Qaboos Sports Complex, Muscat (Oman) Toeschouwers: 200 Scheidsrechter: Dmitriy Mashentsev |
| 13 oktober 2015 20:00 (UTC+4) | Omari 9', 21', 83' Maowas 32', 90' |       | 44' Amiri 78' Shayesteh | Sultan Qaboos Sports Complex, Muscat (Oman) Toeschouwers: 200 Scheidsrechter: Dmitriy Mashentsev |

|                                |           |                                    |       |                                                                                  |
| 12 november 2015 19:15 (UTC+8) | Singapore | 0 − 3                              | Japan | Nationaal Stadion, Kallang Toeschouwers: 33.868 Scheidsrechter: Fahad Al-Mirdasi |
| 12 november 2015 19:15 (UTC+8) |           | 20' Kanazaki 26' Honda 88' Yoshida |       | Nationaal Stadion, Kallang Toeschouwers: 33.868 Scheidsrechter: Fahad Al-Mirdasi |

|                                 |                                 |       |          |                                                                                   |
| 12 november 2015 15:00 UTC+3:30 | Afghanistan                     | 3 − 0 | Cambodja | Takhtistadion, Teheran (Iran) Toeschouwers: 2.585 Scheidsrechter: Adham Makhadmeh |
| 12 november 2015 15:00 UTC+3:30 | Zazai 42' Amiri 78' Amani 90+4' |       |          | Takhtistadion, Teheran (Iran) Toeschouwers: 2.585 Scheidsrechter: Adham Makhadmeh |

|                                |                               |       |                    |                                                                               |
| 17 november 2015 20:00 (UTC+8) | Singapore                     | 1 − 2 | Syrië              | Nationaal Stadion, Kallang Toeschouwers: 7.468 Scheidsrechter: Kim Jong-hyeok |
| 17 november 2015 20:00 (UTC+8) | Safuwan 89' (pen.) Mohana 54' |       | 20', 90+3' Khribin | Nationaal Stadion, Kallang Toeschouwers: 7.468 Scheidsrechter: Kim Jong-hyeok |

|                                |          |                            |       |                                                                            |
| 17 november 2015 19:14 (UTC+7) | Cambodja | 0 − 2                      | Japan | Olympisch Stadion, Phnom Penh Toeschouwers: 29.871 Scheidsrechter: Fu Ming |
| 17 november 2015 19:14 (UTC+7) |          | 51' (e.d.) Khoun 90' Honda |       | Olympisch Stadion, Phnom Penh Toeschouwers: 29.871 Scheidsrechter: Fu Ming |

|                             |                                                                        |       |             |                                                                                         |
| 24 maart 2016 19:30 (UTC+9) | Japan                                                                  | 5 − 0 | Afghanistan | Saitamastadion, Saitama Toeschouwers: 48.967 Scheidsrechter: Mohanad Qasim Eesee Sarray |
| 24 maart 2016 19:30 (UTC+9) | Okazaki 43' Kiyotake 50' Mukhammad 63' (e.d.) Yoshida 74' Kanazaki 78' |       |             | Saitamastadion, Saitama Toeschouwers: 48.967 Scheidsrechter: Mohanad Qasim Eesee Sarray |

|                             |                                                          |       |          |                                                                           |
| 24 maart 2016 20:00 (UTC+4) | Syrië                                                    | 6 − 0 | Cambodja | Al-Seebstadion, Seeb (Oman) Toeschouwers: 100 Scheidsrechter: Chris Beath |
| 24 maart 2016 20:00 (UTC+4) | Kharbin 7', 19' Kalasi 58' Al Hussein 70', 80' Malki 84' |       |          | Al-Seebstadion, Seeb (Oman) Toeschouwers: 100 Scheidsrechter: Chris Beath |

|                              |                       |       |            |                                                                            |
| 29 maart 2016 15:00 UTC+4:30 | Afghanistan           | 2 − 1 | Singapore  | Takhtistadion, Teheran (Iran) Toeschouwers: 24.500 Scheidsrechter: Fu Ming |
| 29 maart 2016 15:00 UTC+4:30 | Amani 39' Shirdel 79' |       | 89' Fazrul | Takhtistadion, Teheran (Iran) Toeschouwers: 24.500 Scheidsrechter: Fu Ming |

|                             |                                                               |       |       |                                                                              |
| 29 maart 2016 19:30 (UTC+9) | Japan                                                         | 5 − 0 | Syrië | Saitamastadion, Saitama Toeschouwers: 57.475 Scheidsrechter: Alireza Faghani |
| 29 maart 2016 19:30 (UTC+9) | Al Masri 17' (e.d.) Kagawa 66', 90' Honda 86' Haraguchi 90+3' |       |       | Saitamastadion, Saitama Toeschouwers: 57.475 Scheidsrechter: Alireza Faghani |

### Groep F
| Land           | Wed | Win | Gel | Ver | DV | DT | +/− | Pnt |                                   |
| -------------- | --- | --- | --- | --- | -- | -- | --- | --- | --------------------------------- |
| Thailand       | 6   | 4   | 2   | 0   | 14 | 6  | +8  | 14  | Derde ronde en Azië Cup 2019      |
| Irak           | 6   | 3   | 3   | 0   | 13 | 6  | +7  | 12  | Derde ronde en Azië Cup 2019      |
| Vietnam        | 6   | 2   | 1   | 3   | 7  | 8  | −2  | 7   | Derde ronde Azië Cup Kwalificatie |
| Chinees Taipei | 6   | 0   | 0   | 6   | 5  | 19 | –14 | 0   | Play-off Azië Cup Kwalificatie    |
| Indonesië      | 0   | 0   | 0   | 0   | 0  | 0  | 0   | 0   | Gediskwalificeerd                 |

|                           |          |         |         |                                                                               |
| 24 mei 2015 19:00 (UTC+7) | Thailand | 1 − 0   | Vietnam | Rajamangalastadion, Bangkok Toeschouwers: 40.500 Scheidsrechter: Ben Williams |
| 24 mei 2015 19:00 (UTC+7) | Anan 81' | details |         | Rajamangalastadion, Bangkok Toeschouwers: 40.500 Scheidsrechter: Ben Williams |

|                            |                |                 |          |                                                                                  |
| 16 juni 2015 19:30 (UTC+8) | Chinees Taipei | 0 − 2           | Thailand | Taipei Municipal Stadium, Taipei Toeschouwers: 18.168 Scheidsrechter: Ali Shaban |
| 16 juni 2015 19:30 (UTC+8) |                | 21', 39' Dangda |          | Taipei Municipal Stadium, Taipei Toeschouwers: 18.168 Scheidsrechter: Ali Shaban |

|                                 |                                                              |       |                  |                                                                                       |
| 3 september 2015 17:00 UTC+4:30 | Irak                                                         | 5 − 1 | Chinees Taipei   | Azadistadion, Kermanshah (Iran) Toeschouwers: 4.200 Scheidsrechter: Yaqoob Abdul Baki |
| 3 september 2015 17:00 UTC+4:30 | Adnan 37' Hosni 59' Yasin 80' Mahmoud 88' Meram 90+1' (pen.) |       | 86' WEN Chih-Hao | Azadistadion, Kermanshah (Iran) Toeschouwers: 4.200 Scheidsrechter: Yaqoob Abdul Baki |

|                                |                   |       |                     |                                                                                    |
| 8 september 2015 19:00 (UTC+8) | Chinees Taipei    | 1 − 2 | Vietnam             | Taipei Municipal Stadium, Taipei Toeschouwers: 20.239 Scheidsrechter: Kim Dae-yong |
| 8 september 2015 19:00 (UTC+8) | WU Chun-ching 82' |       | 53' Đinh 90+2' Trần | Taipei Municipal Stadium, Taipei Toeschouwers: 20.239 Scheidsrechter: Kim Dae-yong |

|                                |                                   |       |                       |                                                                               |
| 8 september 2015 19:00 (UTC+7) | Thailand                          | 2 − 2 | Irak                  | Rajamangalastadion, Bangkok Toeschouwers: 43.572 Scheidsrechter: Masaaki Toma |
| 8 september 2015 19:00 (UTC+7) | Theerathon 80' (pen.) Mongkol 83' |       | 34' Meram 49' Mahmoud | Rajamangalastadion, Bangkok Toeschouwers: 43.572 Scheidsrechter: Masaaki Toma |

|                              |         |       |                      |                                                                                   |
| 8 oktober 2015 19:00 (UTC+7) | Vietnam | 1 − 1 | Irak                 | Mỹ Đình Nationaal Stadion, Hanoi Toeschouwers: 10.000 Scheidsrechter: Chris Beath |
| 8 oktober 2015 19:00 (UTC+7) | Lê 25'  |       | 90+7' (pen.) Mahmoud | Mỹ Đình Nationaal Stadion, Hanoi Toeschouwers: 10.000 Scheidsrechter: Chris Beath |

|                               |         |                                             |          |                                                                                       |
| 13 oktober 2015 19:00 (UTC+7) | Vietnam | 0 − 3                                       | Thailand | Mỹ Đình Nationaal Stadion, Hanoi Toeschouwers: 35.000 Scheidsrechter: Nawaf Shukralla |
| 13 oktober 2015 19:00 (UTC+7) |         | 29' Thawikan 56' (e.d.) Thành 70' Bunmathan |          | Mỹ Đình Nationaal Stadion, Hanoi Toeschouwers: 35.000 Scheidsrechter: Nawaf Shukralla |

|                                |                                                |       |                                |                                                                                     |
| 12 november 2015 19:00 (UTC+7) | Thailand                                       | 4 − 2 | Chinees Taipei                 | Rajamangalastadion, Bangkok Toeschouwers: 50.000 Scheidsrechter: Dmitriy Mashentsev |
| 12 november 2015 19:00 (UTC+7) | Teerasil 41' Pokklaw 52' Kraisorn 72' Tana 74' |       | 3' YEN Yaki 65' HUANG Kai-chun | Rajamangalastadion, Bangkok Toeschouwers: 50.000 Scheidsrechter: Dmitriy Mashentsev |

|                                |                |                        |      |                                                                               |
| 17 november 2015 19:00 (UTC+8) | Chinees Taipei | 0 − 2                  | Irak | Nationaal Stadion, Kaohsiung Toeschouwers: 11.960 Scheidsrechter: Jumpei Iida |
| 17 november 2015 19:00 (UTC+8) |                | 19' Ismael 85' Mahmoud |      | Nationaal Stadion, Kaohsiung Toeschouwers: 11.960 Scheidsrechter: Jumpei Iida |

|                             |                            |       |                  |                                                                                       |
| 24 maart 2016 19:00 (UTC+7) | Vietnam                    | 4 − 1 | Chinees Taipei   | Mỹ Đình Nationaal Stadion, Hanoi Toeschouwers: 18.350 Scheidsrechter: Adham Makhadmeh |
| 24 maart 2016 19:00 (UTC+7) | Lê 8', 90' Nguyễn 29', 41' |       | 7' WU Chun-ching | Mỹ Đình Nationaal Stadion, Hanoi Toeschouwers: 18.350 Scheidsrechter: Adham Makhadmeh |

|                              |                                |       |                        |                                                                                                   |
| 24 maart 2016 18:30 UTC+4:30 | Irak                           | 2 − 2 | Thailand               | Shahid Dastgerdistadion, Teheran (Iran) Toeschouwers: 4.000 Scheidsrechter: Abdulrahman Al-Jassim |
| 24 maart 2016 18:30 UTC+4:30 | Kamel 67' Koravit 90+5' (e.d.) |       | 39' Mongkol 86' Adisak | Shahid Dastgerdistadion, Teheran (Iran) Toeschouwers: 4.000 Scheidsrechter: Abdulrahman Al-Jassim |

|                              |                    |       |         |                                                                                         |
| 29 maart 2016 18:30 UTC+4:30 | Irak               | 1 − 0 | Vietnam | Shahid Dastgerdistadion, Teheran (Iran) Toeschouwers: 2.160 Scheidsrechter: Peter Green |
| 29 maart 2016 18:30 UTC+4:30 | Abdul-Raheem 45+1' |       |         | Shahid Dastgerdistadion, Teheran (Iran) Toeschouwers: 2.160 Scheidsrechter: Peter Green |

### Groep G
| Land       | Wed | Win | Gel | Ver | DV | DT | +/− | Pnt |                                   |
| ---------- | --- | --- | --- | --- | -- | -- | --- | --- | --------------------------------- |
| Zuid-Korea | 8   | 8   | 0   | 0   | 27 | 0  | +27 | 24  | Derde ronde en Azië Cup 2019      |
| Libanon    | 8   | 3   | 2   | 3   | 12 | 6  | +6  | 11  | Derde ronde Azië Cup Kwalificatie |
| Koeweit    | 8   | 3   | 1   | 4   | 12 | 10 | +2  | 10  | Gediskwalificeerd                 |
| Myanmar    | 8   | 2   | 2   | 4   | 9  | 21 | –12 | 8   | Derde ronde Azië Cup Kwalificatie |
| Laos       | 8   | 1   | 1   | 6   | 6  | 29 | –23 | 4   | Play-off Azië Cup Kwalificatie    |

|                            |                            |       |                                    |                                                                                     |
| 11 juni 2015 19:00 (UTC+7) | Laos                       | 2 − 2 | Myanmar                            | Nieuw Nationaal Stadion Laos, Vientiane Toeschouwers: 1.500 Scheidsrechter: Tan Hai |
| 11 juni 2015 19:00 (UTC+7) | Sayavutthi 81' (pen.), 83' |       | 41' Zaw Min Tun 85' Kyaw Zayar Win | Nieuw Nationaal Stadion Laos, Vientiane Toeschouwers: 1.500 Scheidsrechter: Tan Hai |

|                            |         |                 |         |                                                                                          |
| 11 juni 2015 17:30 (UTC+3) | Libanon | 0 − 1           | Koeweit | Gemeentelijk Saidastadion, Sidon Toeschouwers: 15.215 Scheidsrechter: Valentin Kovalenko |
| 11 juni 2015 17:30 (UTC+3) |         | 86' Al-Sulaiman |         | Gemeentelijk Saidastadion, Sidon Toeschouwers: 15.215 Scheidsrechter: Valentin Kovalenko |

|                            |         |                                    |            |                                                                                         |
| 16 juni 2015 19:00 (UTC+7) | Myanmar | 0 − 2                              | Zuid-Korea | Rajamangalastadion, Bangkok (Thailand) Toeschouwers: 1.090 Scheidsrechter: Ahmed Al-Kaf |
| 16 juni 2015 19:00 (UTC+7) |         | 35' LEE Jae-sung 67' SON Heung-min |            | Rajamangalastadion, Bangkok (Thailand) Toeschouwers: 1.090 Scheidsrechter: Ahmed Al-Kaf |

|                            |      |                        |         |                                                                                          |
| 16 juni 2015 19:00 (UTC+7) | Laos | 0 − 2                  | Libanon | Nieuw Nationaal Stadion Laos, Vientiane Toeschouwers: 2.500 Scheidsrechter: Yu Ming Hsun |
| 16 juni 2015 19:00 (UTC+7) |      | 5' Ghaddar 75' Shamsin |         | Nieuw Nationaal Stadion Laos, Vientiane Toeschouwers: 2.500 Scheidsrechter: Yu Ming Hsun |

|                                | |       |      |                                                                            |
| 3 september 2015 20:00 (UTC+9) | Zuid-Korea                                                                                               | 8 − 0 | Laos | Hwaseongstadion, Hwaseong Toeschouwers: 30.205 Scheidsrechter: Jumpei Iida |
| 3 september 2015 20:00 (UTC+9) | LEE Chung-yong 9' SON Heung-min 12', 74', 89' KWON Chang-hoon 30', 75' SUK Hyun-jun 58' LEE Jae-sung 90' |       |      | Hwaseongstadion, Hwaseong Toeschouwers: 30.205 Scheidsrechter: Jumpei Iida |

|                                |                                                                                                  |       |         |                                                                                         |
| 3 september 2015 21:00 (UTC+3) | Koeweit                                                                                          | 9 − 0 | Myanmar | Abdullah bin Khalifastadion, Doha (Qatar) Toeschouwers: 550 Scheidsrechter: Aziz Asimov |
| 3 september 2015 21:00 (UTC+3) | Nasser 11', 18' Maqseed 12' Zayid 46' Zaw Min Tun 56' (e.d.) Mashaan 61' Al-Mutawa 68', 88', 90' |       |         | Abdullah bin Khalifastadion, Doha (Qatar) Toeschouwers: 550 Scheidsrechter: Aziz Asimov |

|                                |      |                                 |         |                                                                                              |
| 8 september 2015 19:00 (UTC+7) | Laos | 0 − 2                           | Koeweit | Nieuw Nationaal Stadion Laos, Vientiane Toeschouwers: 1.300 Scheidsrechter: Sivakorn Pu-Udom |
| 8 september 2015 19:00 (UTC+7) |      | 31' Nasser 84' (pen.) Al-Mutawa |         | Nieuw Nationaal Stadion Laos, Vientiane Toeschouwers: 1.300 Scheidsrechter: Sivakorn Pu-Udom |

|                                |         |                                                                   |            |                                                                                         |
| 8 september 2015 17:00 (UTC+3) | Libanon | 0 − 3                                                             | Zuid-Korea | Gemeentelijk Saidastadion, Sidon Toeschouwers: 5.500 Scheidsrechter: Dmitriy Mashentsev |
| 8 september 2015 17:00 (UTC+3) |         | 22' (pen.) JANG Hyun-soo 26' (e.d.) Ali Hamam 60' KWON Chang-hoon |            | Gemeentelijk Saidastadion, Sidon Toeschouwers: 5.500 Scheidsrechter: Dmitriy Mashentsev |

|                              |         |                        |         |                                                                                               |
| 8 oktober 2015 19:00 (UTC+7) | Myanmar | 0 − 2                  | Libanon | Suphachalasaistadion, Bangkok (Thailand) Toeschouwers: 3.056 Scheidsrechter: Mohd Abdul Wahab |
| 8 oktober 2015 19:00 (UTC+7) |         | 28' Maatouk 90+3' Atwi |         | Suphachalasaistadion, Bangkok (Thailand) Toeschouwers: 3.056 Scheidsrechter: Mohd Abdul Wahab |

|                              |         |                  |            |                                                                                     |
| 8 oktober 2015 17:55 (UTC+3) | Koeweit | 0 − 1            | Zuid-Korea | Al Kuwaitstadion, Koeweit-Stad Toeschouwers: 12.350 Scheidsrechter: Alireza Faghani |
| 8 oktober 2015 17:55 (UTC+3) |         | 12' KOO Ja-cheol |            | Al Kuwaitstadion, Koeweit-Stad Toeschouwers: 12.350 Scheidsrechter: Alireza Faghani |

|                               |                                               |       |               |                                                                                          |
| 13 oktober 2015 19:00 (UTC+7) | Myanmar                                       | 3 − 1 | Laos          | Suphachalasaistadion, Bangkok (Thailand) Toeschouwers: 6.500 Scheidsrechter: Salah Abbas |
| 13 oktober 2015 19:00 (UTC+7) | Suan Lam Mang 13' Ko Ko Kyaw 32' Aung Thu 50' |       | 2' Sayavutthi | Suphachalasaistadion, Bangkok (Thailand) Toeschouwers: 6.500 Scheidsrechter: Salah Abbas |

|                               |         |       |         |                                                                                      |
| 13 oktober 2015 19:30 (UTC+3) | Koeweit | 0 − 0 | Libanon | Al Kuwaitstadion, Koeweit-Stad Toeschouwers: 12.150 Scheidsrechter: Ammar Al-Jeneibi |
| 13 oktober 2015 19:30 (UTC+3) |         |       |         | Al Kuwaitstadion, Koeweit-Stad Toeschouwers: 12.150 Scheidsrechter: Ammar Al-Jeneibi |

|                                |                                                                     |       |         |                                                                                    |
| 12 november 2015 20:00 (UTC+9) | Zuid-Korea                                                          | 4 − 0 | Myanmar | Suwon World Cupstadion, Suwon Toeschouwers: 24.270 Scheidsrechter: Khamis Al Marri |
| 12 november 2015 20:00 (UTC+9) | LEE Jae-sung 18' KOO Ja-cheol 30' JANG Hyun-soo 82' NAM Tae-hee 86' |       |         | Suwon World Cupstadion, Suwon Toeschouwers: 24.270 Scheidsrechter: Khamis Al Marri |

|                              |                                                                          |       |      |                                                                                                   |
| 12 november 2015 17:00 UTC+2 | Libanon                                                                  | 7 − 0 | Laos | Camille Chamoun Sports City Stadium, Beiroet Toeschouwers: 2.000 Scheidsrechter: Sivakorn Pu-Udom |
| 12 november 2015 17:00 UTC+2 | Mohamad 27' Antar 34' Chaito 36', 90+3' Hamam 42' Maatouk 59' Oumari 90' |       |      | Camille Chamoun Sports City Stadium, Beiroet Toeschouwers: 2.000 Scheidsrechter: Sivakorn Pu-Udom |

|                                |      |                                                                      |            |                                                                                              |
| 17 november 2015 19:00 (UTC+7) | Laos | 0 − 5                                                                | Zuid-Korea | Nieuw Nationaal Stadion Laos, Vientiane Toeschouwers: 3.000 Scheidsrechter: Turki Alkhudhayr |
| 17 november 2015 19:00 (UTC+7) |      | 3' (pen.), 33' KI Sung-yueng 35', 67' SON Heung-min 43' SUK Hyun-jun |            | Nieuw Nationaal Stadion Laos, Vientiane Toeschouwers: 3.000 Scheidsrechter: Turki Alkhudhayr |

|               |         |       |         |  |
| Niet gespeeld | Myanmar | 3 − 0 | Koeweit |  |
| Niet gespeeld |         |       |         |  |

|                             |                       |       |         |                                                                      |
| 24 maart 2016 20:00 (UTC+9) | Zuid-Korea            | 1 − 0 | Libanon | Ansan Wa~stadion, Ansan Toeschouwers: 30.532 Scheidsrechter: Ma Ning |
| 24 maart 2016 20:00 (UTC+9) | LEE Jeong-hyeop 90+3' |       |         | Ansan Wa~stadion, Ansan Toeschouwers: 30.532 Scheidsrechter: Ma Ning |

|                             |              |       |         |                                                                                  |
| 29 maart 2016 17:00 (UTC+3) | Libanon      | 1 − 1 | Myanmar | Gemeentelijk Saidastadion, Sidon Toeschouwers: 3.470 Scheidsrechter: Jumpei Iida |
| 29 maart 2016 17:00 (UTC+3) | El-Helwe 88' |       | 78' Thu | Gemeentelijk Saidastadion, Sidon Toeschouwers: 3.470 Scheidsrechter: Jumpei Iida |

|               |         |       |      |  |
| Niet gespeeld | Koeweit | 0 − 3 | Laos |  |
| Niet gespeeld |         |       |      |  |

|               |            |       |         |  |
| Niet gespeeld | Zuid-Korea | 3 − 0 | Koeweit |  |
| Niet gespeeld |            |       |         |  |

### Groep H
| Land        | Wed | Win | Gel | Ver | DV | DT | +/− | Pnt |                                   |
| ----------- | --- | --- | --- | --- | -- | -- | --- | --- | --------------------------------- |
| Oezbekistan | 8   | 7   | 0   | 1   | 20 | 7  | +13 | 21  | Derde ronde en Azië Cup 2019      |
| Noord-Korea | 8   | 5   | 1   | 2   | 14 | 8  | +6  | 16  | Derde ronde Azië Cup Kwalificatie |
| Filipijnen  | 8   | 3   | 1   | 4   | 8  | 12 | –4  | 10  | Derde ronde Azië Cup Kwalificatie |
| Bahrein     | 8   | 3   | 0   | 5   | 10 | 10 | 0   | 9   | Derde ronde Azië Cup Kwalificatie |
| Jemen       | 8   | 1   | 0   | 7   | 2  | 17 | –15 | 3   | Play-off Azië Cup Kwalificatie    |

|                            |                          |       |                 |                                                                                 |
| 11 juni 2015 20:00 (UTC+8) | Filipijnen               | 2 − 1 | Bahrein         | Philippine Sportstadion, Bocaue Toeschouwers: 6.000 Scheidsrechter: Jumpei Iida |
| 11 juni 2015 20:00 (UTC+8) | Bahadoran 50' Patiño 60' |       | 90+3' Al-Malood | Philippine Sportstadion, Bocaue Toeschouwers: 6.000 Scheidsrechter: Jumpei Iida |

|                            |       |                |             |                                                                                                  |
| 11 juni 2015 19:00 (UTC+3) | Jemen | 0 − 3          | Noord-Korea | Suheim Bin Hamadstadion, Doha (Qatar) Toeschouwers: 3.200 Scheidsrechter: Hettikamkanamge Perera |
| 11 juni 2015 19:00 (UTC+3) |       | 72' SO Hyon-uk |             | Suheim Bin Hamadstadion, Doha (Qatar) Toeschouwers: 3.200 Scheidsrechter: Hettikamkanamge Perera |

|                            |                                                                     |       |                                             |                                                                                                 |
| 16 juni 2015 17:00 (UTC+9) | Noord-Korea                                                         | 4 − 2 | Oezbekistan                                 | Kim Il-sungstadion, Pyongyang Toeschouwers: 42.000 Scheidsrechter: Mohd Amirul Izwan Bin Yaacob |
| 16 juni 2015 17:00 (UTC+9) | PAK Kwang-ryong 4' JANG Kuk-chol 16' RO Hak-su 34' RI Hyok-chol 36' |       | 53' Sergejev 79' Rasjidov 44', 82' Haydarov | Kim Il-sungstadion, Pyongyang Toeschouwers: 42.000 Scheidsrechter: Mohd Amirul Izwan Bin Yaacob |

|                            |       |                          |            |                                                                                              |
| 16 juni 2015 19:00 (UTC+3) | Jemen | 0 − 2                    | Filipijnen | Suheim Bin Hamadstadion, Doha (Qatar) Toeschouwers: 5.200 Scheidsrechter: Dmitriy Mashentsev |
| 16 juni 2015 19:00 (UTC+3) |       | 52' Bahadoran 74' Ramsay |            | Suheim Bin Hamadstadion, Doha (Qatar) Toeschouwers: 5.200 Scheidsrechter: Dmitriy Mashentsev |

|                                |             |       |                    |                                                                                     |
| 3 september 2015 19:00 (UTC+5) | Oezbekistan | 1 − 0 | Jemen              | Pakhtakor Markaziystadion, Tasjkent Toeschouwers: 15.000 Scheidsrechter: Lee Min-hu |
| 3 september 2015 19:00 (UTC+5) | Geynrix 51' |       | 50', 89' Al Radaei | Pakhtakor Markaziystadion, Tasjkent Toeschouwers: 15.000 Scheidsrechter: Lee Min-hu |

|                                |         |                  |             |                                                                                  |
| 3 september 2015 18:40 (UTC+3) | Bahrein | 0 − 1            | Noord-Korea | Bahrain National Stadium, Riffa Toeschouwers: 9.500 Scheidsrechter: Mohsen Torky |
| 3 september 2015 18:40 (UTC+3) |         | 42' JONG Il-gwan |             | Bahrain National Stadium, Riffa Toeschouwers: 9.500 Scheidsrechter: Mohsen Torky |

|                                |             |       |                                                |                                                                                 |
| 8 september 2015 20:00 (UTC+8) | Filipijnen  | 1 − 5 | Oezbekistan                                    | Philippine Sportstadion, Bocaue Toeschouwers: 7.500 Scheidsrechter: Peter Green |
| 8 september 2015 20:00 (UTC+8) | Schröck 68' |       | 1' Ahmedov 14', 80' Rashidov 43', 65' Sergejev | Philippine Sportstadion, Bocaue Toeschouwers: 7.500 Scheidsrechter: Peter Green |

|                                |       |                                                         |         |                                                                                           |
| 8 september 2015 19:00 (UTC+3) | Jemen | 0 − 4                                                   | Bahrein | Suheim Bin Hamadstadion, Doha (Qatar) Toeschouwers: 421 Scheidsrechter: Turki Al-Khudhayr |
| 8 september 2015 19:00 (UTC+3) |       | 31' (pen.) Ali Baba 45+1' Al-Husaini 66' Omar 77' Adnan |         | Suheim Bin Hamadstadion, Doha (Qatar) Toeschouwers: 421 Scheidsrechter: Turki Al-Khudhayr |

|                               |             |       |            |                                                                            |
| 8 oktober 2015 16:00 UTC+8:30 | Noord-Korea | 0 − 0 | Filipijnen | Kim Il-sungstadion, Pyongyang Toeschouwers: 41.000 Scheidsrechter: Ma Ning |
| 8 oktober 2015 16:00 UTC+8:30 |             |       |            | Kim Il-sungstadion, Pyongyang Toeschouwers: 41.000 Scheidsrechter: Ma Ning |

|                              |         |                                                        |             |                                                                                  |
| 8 oktober 2015 18:00 (UTC+3) | Bahrein | 0 − 4                                                  | Oezbekistan | Bahrain National Stadium, Riffa Toeschouwers: 5.000 Scheidsrechter: Minoru Torjo |
| 8 oktober 2015 18:00 (UTC+3) |         | 52' Sergejev 56' Ahmedov 66' Rasjidov 90+5' Shomurodov |             | Bahrain National Stadium, Riffa Toeschouwers: 5.000 Scheidsrechter: Minoru Torjo |

|                                |                         |       |       |                                                                                 |
| 13 oktober 2015 16:00 UTC+8:30 | Noord-Korea             | 1 − 0 | Jemen | Kim Il-sungstadion, Pyongyang Toeschouwers: 41.000 Scheidsrechter: Liu Kwok Man |
| 13 oktober 2015 16:00 UTC+8:30 | JONG Il-gwan 12' (pen.) |       |       | Kim Il-sungstadion, Pyongyang Toeschouwers: 41.000 Scheidsrechter: Liu Kwok Man |

|                               |                          |       |            |                                                                                                |
| 13 oktober 2015 18:00 (UTC+3) | Bahrein                  | 2 − 0 | Filipijnen | Bahrain National Stadium, Riffa Toeschouwers: 3.050 Scheidsrechter: Mohanad Qasim Eesee Sarray |
| 13 oktober 2015 18:00 (UTC+3) | Abdullatif 53' Adnan 61' |       |            | Bahrain National Stadium, Riffa Toeschouwers: 3.050 Scheidsrechter: Mohanad Qasim Eesee Sarray |

|                                |            |               |       |                                                                                 |
| 12 november 2015 20:00 (UTC+8) | Filipijnen | 0 − 1         | Jemen | Philippine Sportstadion, Bocaue Toeschouwers: 6.478 Scheidsrechter: Kim Hee-gon |
| 12 november 2015 20:00 (UTC+8) |            | 83' Al-Sarori |       | Philippine Sportstadion, Bocaue Toeschouwers: 6.478 Scheidsrechter: Kim Hee-gon |

|                                |                                      |       |                 |                                                                                          |
| 12 november 2015 18:00 (UTC+5) | Oezbekistan                          | 3 − 1 | Noord-Korea     | Pakhtakor Markaziystadion, Tasjkent Toeschouwers: 27.135 Scheidsrechter: Alireza Faghani |
| 12 november 2015 18:00 (UTC+5) | Sergejev 23' Geynrix 65' Ahmedov 87' |       | 2' RI Hyok-chol | Pakhtakor Markaziystadion, Tasjkent Toeschouwers: 27.135 Scheidsrechter: Alireza Faghani |

|                                 |                                                 |       |         |                                                                                            |
| 17 november 2015 15:30 UTC+8:30 | Noord-Korea                                     | 2 − 0 | Bahrein | Kim Il-sungstadion, Pyongyang Toeschouwers: 45.000 Scheidsrechter: Muhammad Taqi Aljaafari |
| 17 november 2015 15:30 UTC+8:30 | PAK Kwang-ryong 45+1' (pen.) JONG Il-gwan 90+3' |       |         | Kim Il-sungstadion, Pyongyang Toeschouwers: 45.000 Scheidsrechter: Muhammad Taqi Aljaafari |

|                                |                 |       |                                       |                                                                                       |
| 17 november 2015 18:30 (UTC+3) | Jemen           | 1 − 3 | Oezbekistan                           | Grand Hamadstadion, Doha (Qatar) Toeschouwers: 350 Scheidsrechter: Abdullah Al Hilali |
| 17 november 2015 18:30 (UTC+3) | Al-Sarori 90+2' |       | 7' Haydarov 31' Djeparov 50' Andrejev | Grand Hamadstadion, Doha (Qatar) Toeschouwers: 350 Scheidsrechter: Abdullah Al Hilali |

|                             |              |       |              |                                                                            |
| 24 maart 2016 18:00 (UTC+5) | Oezbekistan  | 1 − 0 | Filipijnen   | Bunyodkorstadion, Tasjkent Toeschouwers: 34.000 Scheidsrechter: Ryuji Sato |
| 24 maart 2016 18:00 (UTC+5) | Ismailov 59' |       | 10' Porterio | Bunyodkorstadion, Tasjkent Toeschouwers: 34.000 Scheidsrechter: Ryuji Sato |

|                             |                                                      |       |       |                                                                                  |
| 24 maart 2016 18:30 (UTC+3) | Bahrein                                              | 3 − 0 | Jemen | Bahrain National Stadium, Riffa Toeschouwers: 1.000 Scheidsrechter: Ahmed Al-Kaf |
| 24 maart 2016 18:30 (UTC+3) | Abdullatif 33' (pen.) Al-Malood 63' Al Romaihi 90+2' |       |       | Bahrain National Stadium, Riffa Toeschouwers: 1.000 Scheidsrechter: Ahmed Al-Kaf |

|                             |                                  |       |                                     |                                                                                      |
| 29 maart 2016 20:00 (UTC+8) | Filipijnen                       | 3 − 2 | Noord-Korea                         | Rizal Memorial Stadium, Manilla Toeschouwers: 7.350 Scheidsrechter: Fahad Al-Mirdasi |
| 29 maart 2016 20:00 (UTC+8) | Bahadoran 44' Ott 84' Ramsay 90' |       | 45+2' SO Kyong-jin 48' RI Hyok-chol | Rizal Memorial Stadium, Manilla Toeschouwers: 7.350 Scheidsrechter: Fahad Al-Mirdasi |

|                             |              |       |         |                                                                                                 |
| 29 maart 2016 18:00 (UTC+5) | Oezbekistan  | 1 − 0 | Bahrein | Bunyodkorstadion, Tasjkent Toeschouwers: 34.000 Scheidsrechter: Mohammed Abdulla Hassan Mohamed |
| 29 maart 2016 18:00 (UTC+5) | Rashidov 50' |       |         | Bunyodkorstadion, Tasjkent Toeschouwers: 34.000 Scheidsrechter: Mohammed Abdulla Hassan Mohamed |

### Beste tweede
|   | Grp | Land                         | GW | W | G | V | DV | DT | DS  | ptn | nr.5       |
| - | --- | ---------------------------- | -- | - | - | - | -- | -- | --- | --- | ---------- |
| 1 | F   | Irak                         | 6  | 3 | 3 | 0 | 13 | 6  | +7  | 12  | --         |
| 2 | E   | Syrië                        | 6  | 4 | 0 | 2 | 14 | 11 | + 3 | 12  | Cambodja   |
| 3 | A   | Verenigde Arabische Emiraten | 6  | 3 | 2 | 1 | 16 | 4  | +12 | 11  | Oost-Timor |
| 4 | C   | China                        | 6  | 3 | 2 | 1 | 9  | 1  | +8  | 11  | Bhutan     |
| 5 | H   | Noord-Korea                  | 6  | 3 | 1 | 2 | 10 | 8  | +2  | 10  | Jemen      |
| 6 | B   | Jordanië                     | 6  | 3 | 1 | 2 | 9  | 7  | +2  | 10  | Bangladesh |
| 7 | D   | Oman                         | 6  | 2 | 2 | 2 | 6  | 6  | 0   | 8   | India      |
| 8 | G   | Libanon                      | 6  | 1 | 2 | 3 | 3  | 6  | −3  | 5   | Laos       |

## Derde ronde
De twaalf landen die de tweede ronde hebben overleefd werden in de derde ronde ingedeeld in twee groepen van zes landen, die een volledige competitie tegen elkaar zullen spelen. De eerste twee van elke groep plaatsen zich voor het WK 2018. De twee landen op de derde plaats komen tegen elkaar uit in de vierde ronde. De loting vond plaats op 12 april 2016.
| Deelnemers derde ronde |
| --- |
| 1. Japan (Groep E) 2. Zuid-Korea (Groep G) 3. Saoedi-Arabië (Groep A) 4. Qatar (Groep C) 5. Thailand (Groep F) 6. Australië (Groep B) 7. Iran (Groep E) 8. Oezbekistan (Groep H) 9. Irak (Groep F) 10. Syrië (Groep E) 11. Verenigde Arabische Emiraten (Groep A) 12. China (Groep C) |

### Groep A
| Geplaatst voor de WK-eindronde (nrs. 1 en 2) |
| Play-offs tegen nummer 3 groep B             |
| Uitgeschakeld voor de WK-eindronde           |

| Stand \| Nr. \| Land \| GW \| W \| G \| V \| DV \| DT \| DS \| Ptn \| \| --- \| ----------- \| -- \| - \| - \| - \| -- \| -- \| -- \| --- \| \| 1 \| Iran \| 10 \| 6 \| 4 \| 0 \| 10 \| 2 \| +8 \| 22 \| \| 2 \| Zuid-Korea \| 10 \| 4 \| 3 \| 3 \| 11 \| 10 \| +1 \| 15 \| \| 3 \| Syrië \| 10 \| 3 \| 4 \| 3 \| 9 \| 8 \| +1 \| 13 \| \| 4 \| Oezbekistan \| 10 \| 4 \| 1 \| 5 \| 6 \| 7 \| –1 \| 13 \| \| 5 \| China \| 10 \| 3 \| 3 \| 4 \| 8 \| 10 \| −2 \| 12 \| \| 6 \| Qatar \| 10 \| 2 \| 1 \| 7 \| 8 \| 15 \| −7 \| 7 \| |             |    |   |   |   |    |    |    |     |
| Nr. | Land        | GW | W | G | V | DV | DT | DS | Ptn |
| 1 | Iran        | 10 | 6 | 4 | 0 | 10 | 2  | +8 | 22  |
| 2 | Zuid-Korea  | 10 | 4 | 3 | 3 | 11 | 10 | +1 | 15  |
| 3 | Syrië       | 10 | 3 | 4 | 3 | 9  | 8  | +1 | 13  |
| 4 | Oezbekistan | 10 | 4 | 1 | 5 | 6  | 7  | –1 | 13  |
| 5 | China       | 10 | 3 | 3 | 4 | 8  | 10 | −2 | 12  |
| 6 | Qatar       | 10 | 2 | 1 | 7 | 8  | 15 | −7 | 7   |

|                                |                                                          |       |                           | |
| 1 september 2016 20:00 (UTC+9) | Zuid-Korea                                               | 3 − 2 | China                     | Seoul World Cupstadion, Seoel Toeschouwers: 51.238 Scheidsrechter: Mohammed Abdulla Hassan Mohamed |
| 1 september 2016 20:00 (UTC+9) | ZHENG Zhi 20' (e.d.) LEE Chung-yong 62' KOO Ja-cheol 66' |       | 73' YU Hai 76' HAO Junmin | Seoul World Cupstadion, Seoel Toeschouwers: 51.238 Scheidsrechter: Mohammed Abdulla Hassan Mohamed |

|                                |             |       |       |                                                                             |
| 1 september 2016 19:00 (UTC+5) | Oezbekistan | 1 − 0 | Syrië | Bunyodkor Stadium, Tasjkent Toeschouwers: 29.100 Scheidsrechter: Ryuji Sato |
| 1 september 2016 19:00 (UTC+5) | Geynrix 74' |       |       | Bunyodkor Stadium, Tasjkent Toeschouwers: 29.100 Scheidsrechter: Ryuji Sato |

|                                 |                                         |       |       |                                                                                   |
| 1 september 2016 21:00 UTC+4:30 | Iran                                    | 2 − 0 | Qatar | Azadistadion, Teheran Toeschouwers: 78.029 Scheidsrechter: Hettikamkanamge Perera |
| 1 september 2016 21:00 UTC+4:30 | Ghoochannejhad 90+4' Jahanbakhsh 90+11' |       |       | Azadistadion, Teheran Toeschouwers: 78.029 Scheidsrechter: Hettikamkanamge Perera |

|                                |       |       |      |                                                                                           |
| 6 september 2016 19:35 (UTC+8) | China | 0 − 0 | Iran | Shenyang Olympisch Stadion, Shenyang Toeschouwers: 35.776 Scheidsrechter: Adham Makhadmeh |
| 6 september 2016 19:35 (UTC+8) |       |       |      | Shenyang Olympisch Stadion, Shenyang Toeschouwers: 35.776 Scheidsrechter: Adham Makhadmeh |

|                                |       |       |            |                                                                                                  |
| 6 september 2016 20:00 (UTC+8) | Syrië | 0 − 0 | Zuid-Korea | Tuanku Abdul Rahman Stadion, Seremban (Maleisië) Toeschouwers: 4.350 Scheidsrechter: Chris Beath |
| 6 september 2016 20:00 (UTC+8) |       |       |            | Tuanku Abdul Rahman Stadion, Seremban (Maleisië) Toeschouwers: 4.350 Scheidsrechter: Chris Beath |

|                                |       |             |             |                                                                                  |
| 6 september 2016 19:00 (UTC+3) | Qatar | 0 − 1       | Oezbekistan | Jassim Bin Hamad Stadium, Doha Toeschouwers: 7.898 Scheidsrechter: Ali Abdulnabi |
| 6 september 2016 19:00 (UTC+3) |       | 86' Krimets |             | Jassim Bin Hamad Stadium, Doha Toeschouwers: 7.898 Scheidsrechter: Ali Abdulnabi |

|                              |                                                     |       |                                |                                                                                             |
| 6 oktober 2016 20:00 (UTC+9) | Zuid-Korea                                          | 3 − 2 | Qatar                          | Suwon World Cupstadion, Suwon Toeschouwers: 32.550 Scheidsrechter: Mohd Amirul Izwan Yaacob |
| 6 oktober 2016 20:00 (UTC+9) | KI Sung-yueng 11' JI Dong-won 56' SON Heung-min 58' |       | 16' (pen.) Al-Haidos 45' Soria | Suwon World Cupstadion, Suwon Toeschouwers: 32.550 Scheidsrechter: Mohd Amirul Izwan Yaacob |

|                              |       |              |       |                                                                                    |
| 6 oktober 2016 19:35 (UTC+8) | China | 0 − 1        | Syrië | Shaanxi Province Stadium, Xi'an Toeschouwers: 37.368 Scheidsrechter: Muhammad Taqi |
| 6 oktober 2016 19:35 (UTC+8) |       | 54' Al Mawas |       | Shaanxi Province Stadium, Xi'an Toeschouwers: 37.368 Scheidsrechter: Muhammad Taqi |

|                              |             |              |      |                                                                               |
| 6 oktober 2016 18:00 (UTC+5) | Oezbekistan | 0 − 1        | Iran | Bunyodkor Stadium, Tasjkent Toeschouwers: 34.000 Scheidsrechter: Ben Williams |
| 6 oktober 2016 18:00 (UTC+5) |             | 27' Hosseini |      | Bunyodkor Stadium, Tasjkent Toeschouwers: 34.000 Scheidsrechter: Ben Williams |

|                               |                          |       |       |                                                                                         |
| 11 oktober 2016 18:00 (UTC+5) | Oezbekistan              | 2 − 0 | China | Bunyodkor Stadium, Tasjkent Toeschouwers: 21.503 Scheidsrechter: Hettikankanamge Perera |
| 11 oktober 2016 18:00 (UTC+5) | Bikmaev 50' Shukurov 85' |       |       | Bunyodkor Stadium, Tasjkent Toeschouwers: 21.503 Scheidsrechter: Hettikankanamge Perera |

|                                |            |       |            |                                                                       |
| 11 oktober 2016 18:15 UTC+3:30 | Iran       | 1 − 0 | Zuid-Korea | Azadistadion, Teheran Toeschouwers: 75.800 Scheidsrechter: Ryuji Sato |
| 11 oktober 2016 18:15 UTC+3:30 | Azmoun 25' |       |            | Azadistadion, Teheran Toeschouwers: 75.800 Scheidsrechter: Ryuji Sato |

|                               |                      |       |       |                                                                                 |
| 11 oktober 2016 19:00 (UTC+3) | Qatar                | 1 − 0 | Syrië | Jassim Bin Hamad Stadium, Doha Toeschouwers: 9.940 Scheidsrechter: Ahmed Al-Kaf |
| 11 oktober 2016 19:00 (UTC+3) | Al-Haidos 37' (pen.) |       |       | Jassim Bin Hamad Stadium, Doha Toeschouwers: 9.940 Scheidsrechter: Ahmed Al-Kaf |

|                                |                                  |       |             |                                                                                     |
| 15 november 2016 20:00 (UTC+9) | Zuid-Korea                       | 2 − 1 | Oezbekistan | Seoul World Cupstadion, Seoel Toeschouwers: 30.526 Scheidsrechter: Fahad Al-Mirdasi |
| 15 november 2016 20:00 (UTC+9) | NAM Tae-hee 67' KOO Ja-cheol 85' |       | 25' Bikmaev | Seoul World Cupstadion, Seoel Toeschouwers: 30.526 Scheidsrechter: Fahad Al-Mirdasi |

|                                |       |       |       | |
| 15 november 2016 19:35 (UTC+8) | China | 0 − 0 | Qatar | Kunming Tuodong Sports Center, Kunming Toeschouwers: 32.763 Scheidsrechter: Mohanad Qasim Eesee Sarray |
| 15 november 2016 19:35 (UTC+8) |       |       |       | Kunming Tuodong Sports Center, Kunming Toeschouwers: 32.763 Scheidsrechter: Mohanad Qasim Eesee Sarray |

|                                |       |       |      |                                                                                                |
| 15 november 2016 20:45 (UTC+8) | Syrië | 0 − 0 | Iran | Tuanku Abdul Rahman Stadium, Seremban (Maleisië) Toeschouwers: 4.560 Scheidsrechter: Ali Sabah |
| 15 november 2016 20:45 (UTC+8) |       |       |      | Tuanku Abdul Rahman Stadium, Seremban (Maleisië) Toeschouwers: 4.560 Scheidsrechter: Ali Sabah |

|                             |              |       |            |                                                                           |
| 23 maart 2017 19:35 (UTC+8) | China        | 1 − 0 | Zuid-Korea | Helong Stadium, Changsha Toeschouwers: 30.950 Scheidsrechter: Peter Green |
| 23 maart 2017 19:35 (UTC+8) | YU Dabao 34' |       |            | Helong Stadium, Changsha Toeschouwers: 30.950 Scheidsrechter: Peter Green |

|                             |                      |       |             | |
| 23 maart 2017 20:00 (UTC+8) | Syrië                | 1 − 0 | Oezbekistan | Hang Jebat Stadium, Krubong (Maleisië) Toeschouwers: 350 Scheidsrechter: Mohammed Abdulla Hassan Mohamed |
| 23 maart 2017 20:00 (UTC+8) | Kharbin 90+1' (pen.) |       |             | Hang Jebat Stadium, Krubong (Maleisië) Toeschouwers: 350 Scheidsrechter: Mohammed Abdulla Hassan Mohamed |

|                             |       |            |      |                                                                                  |
| 23 maart 2017 19:00 (UTC+3) | Qatar | 0 − 1      | Iran | Jassim Bin Hamad Stadium, Doha Toeschouwers: 10.237 Scheidsrechter: Liu Kwok Man |
| 23 maart 2017 19:00 (UTC+3) |       | 52' Taremi |      | Jassim Bin Hamad Stadium, Doha Toeschouwers: 10.237 Scheidsrechter: Liu Kwok Man |

|                             |                  |       |       |                                                                                    |
| 28 maart 2017 20:00 (UTC+9) | Zuid-Korea       | 1 − 0 | Syrië | Seoul World Cupstadion, Seoel Toeschouwers: 30.352 Scheidsrechter: Adham Makhadmeh |
| 28 maart 2017 20:00 (UTC+9) | HONG Jeong-ho 4' |       |       | Seoul World Cupstadion, Seoel Toeschouwers: 30.352 Scheidsrechter: Adham Makhadmeh |

|                              |            |       |       |                                                                          |
| 28 maart 2017 16:30 UTC+4:30 | Iran       | 1 − 0 | China | Azadistadion, Teheran Toeschouwers: 78.115 Scheidsrechter: Muhammad Taqi |
| 28 maart 2017 16:30 UTC+4:30 | Taremi 46' |       |       | Azadistadion, Teheran Toeschouwers: 78.115 Scheidsrechter: Muhammad Taqi |

|                             |             |       |       |                                                                                             |
| 28 maart 2017 18:00 (UTC+5) | Oezbekistan | 1 − 0 | Qatar | Bunyodkor Stadium, Tasjkent Toeschouwers: 19.000 Scheidsrechter: Mohanad Qasim Eesee Sarray |
| 28 maart 2017 18:00 (UTC+5) | Ahmedov 65' |       |       | Bunyodkor Stadium, Tasjkent Toeschouwers: 19.000 Scheidsrechter: Mohanad Qasim Eesee Sarray |

|                             |                       |       |             |                                                                         |
| 12 juni 2017 21:15 UTC+4:30 | Iran                  | 2 − 0 | Oezbekistan | Azadistadion, Teheran Toeschouwers: 59.730 Scheidsrechter: Ahmed Al-Kaf |
| 12 juni 2017 21:15 UTC+4:30 | Azmoun 23' Taremi 88' |       |             | Azadistadion, Teheran Toeschouwers: 59.730 Scheidsrechter: Ahmed Al-Kaf |

|                            |                                    |       |                              |                                                                                             |
| 13 juni 2017 21:45 (UTC+8) | Syrië                              | 2 − 2 | China                        | Hang Jebat Stadium, Krubong (Maleisië) Toeschouwers: 4.737 Scheidsrechter: Ammar Al-Jeneibi |
| 13 juni 2017 21:45 (UTC+8) | Al-Mawas 12' (pen.) Al Salih 90+3' |       | 68' (pen.) GAO Lin 75' WU Xi | Hang Jebat Stadium, Krubong (Maleisië) Toeschouwers: 4.737 Scheidsrechter: Ammar Al-Jeneibi |

|                            |                              |       |                                      |                                                                                                 |
| 13 juni 2017 22:00 (UTC+3) | Qatar                        | 3 − 2 | Zuid-Korea                           | Jassim Bin Hamad Stadium, Doha Toeschouwers: 5.373 Scheidsrechter: Hettikankanamge Dilan Perera |
| 13 juni 2017 22:00 (UTC+3) | Al-Haidos 25', 74' Akram 51' |       | 62' KI Sung-yueng 70' HWANG Hee-chan | Jassim Bin Hamad Stadium, Doha Toeschouwers: 5.373 Scheidsrechter: Hettikankanamge Dilan Perera |

|                                |                    |       |             | |
| 31 augustus 2017 20:00 (UTC+8) | China              | 1 − 0 | Oezbekistan | Wuhan Sports Center Stadium, Wuhan Toeschouwers: 51.666 Scheidsrechter: Hettikankanamge Dilan Perera |
| 31 augustus 2017 20:00 (UTC+8) | GAO Lin 84' (pen.) |       |             | Wuhan Sports Center Stadium, Wuhan Toeschouwers: 51.666 Scheidsrechter: Hettikankanamge Dilan Perera |

|                                |            |       |      |                                                                                |
| 31 augustus 2017 21:00 (UTC+9) | Zuid-Korea | 0 − 0 | Iran | Seoul World Cupstadion, Seoel Toeschouwers: 63.124 Scheidsrechter: Peter Green |
| 31 augustus 2017 21:00 (UTC+9) |            |       |      | Seoul World Cupstadion, Seoel Toeschouwers: 63.124 Scheidsrechter: Peter Green |

|                                |                                |       |               |                                                                                    |
| 31 augustus 2017 20:00 (UTC+8) | Syrië                          | 3 − 1 | Qatar         | Hang Jebat Stadium, Krubong (Maleisië) Toeschouwers: 300 Scheidsrechter: Ali Sabah |
| 31 augustus 2017 20:00 (UTC+8) | Kharbin 7', 54' Al-Mawas 90+5' |       | 35' Assadalla | Hang Jebat Stadium, Krubong (Maleisië) Toeschouwers: 300 Scheidsrechter: Ali Sabah |

|                                |          |       |                         |                                                                                 |
| 5 september 2017 18:00 (UTC+3) | Qatar    | 1 − 2 | China                   | Jassim Bin Hamad Stadium, Doha Toeschouwers: 5.686 Scheidsrechter: Ahmed Al-Kaf |
| 5 september 2017 18:00 (UTC+3) | Afif 47' |       | 74' XIAO Zhi 83' WU Lei | Jassim Bin Hamad Stadium, Doha Toeschouwers: 5.686 Scheidsrechter: Ahmed Al-Kaf |

|                                 |                 |       |                          |                                                                       |
| 5 september 2017 19:30 UTC+4:30 | Iran            | 2 − 2 | Syrië                    | Azadistadion, Teheran Toeschouwers: 62.165 Scheidsrechter: Ryuji Sato |
| 5 september 2017 19:30 UTC+4:30 | Azmoun 45', 64' |       | 13' Mohamad 90' Al Somah | Azadistadion, Teheran Toeschouwers: 62.165 Scheidsrechter: Ryuji Sato |

|                                |             |       |            |                                                                                |
| 5 september 2017 20:00 (UTC+5) | Oezbekistan | 0 − 0 | Zuid-Korea | Bunyodkor Stadium, Tasjkent Toeschouwers: 34.000 Scheidsrechter: Muhammad Taqi |
| 5 september 2017 20:00 (UTC+5) |             |       |            | Bunyodkor Stadium, Tasjkent Toeschouwers: 34.000 Scheidsrechter: Muhammad Taqi |

### Groep B
| Geplaatst voor de WK-eindronde (nrs. 1 en 2) |
| Play-offs tegen nummer 3 groep A             |
| Uitgeschakeld voor de WK-eindronde           |

| Stand \| Nr. \| Land \| GW \| W \| G \| V \| DV \| DT \| DS \| Ptn \| \| --- \| ------------- \| -- \| - \| - \| - \| -- \| -- \| --- \| --- \| \| 1 \| Japan \| 10 \| 6 \| 2 \| 2 \| 17 \| 7 \| +10 \| 20 \| \| 2 \| Saoedi-Arabië \| 10 \| 6 \| 1 \| 3 \| 17 \| 10 \| +7 \| 19 \| \| 3 \| Australië \| 10 \| 5 \| 4 \| 1 \| 16 \| 11 \| +5 \| 19 \| \| 4 \| V.A.E. \| 10 \| 4 \| 1 \| 5 \| 10 \| 13 \| –3 \| 13 \| \| 5 \| Irak \| 10 \| 3 \| 2 \| 5 \| 11 \| 12 \| −1 \| 11 \| \| 6 \| Thailand \| 10 \| 0 \| 2 \| 8 \| 6 \| 24 \| –18 \| 2 \| |               |    |   |   |   |    |    |     |     |
| Nr. | Land          | GW | W | G | V | DV | DT | DS  | Ptn |
| 1 | Japan         | 10 | 6 | 2 | 2 | 17 | 7  | +10 | 20  |
| 2 | Saoedi-Arabië | 10 | 6 | 1 | 3 | 17 | 10 | +7  | 19  |
| 3 | Australië     | 10 | 5 | 4 | 1 | 16 | 11 | +5  | 19  |
| 4 | V.A.E.        | 10 | 4 | 1 | 5 | 10 | 13 | –3  | 13  |
| 5 | Irak          | 10 | 3 | 2 | 5 | 11 | 12 | −1  | 11  |
| 6 | Thailand      | 10 | 0 | 2 | 8 | 6  | 24 | –18 | 2   |

|                                |                      |       |      |                                                                        |
| 1 september 2016 18:30 (UTC+8) | Australië            | 2 − 0 | Irak | Perth Oval, Perth Toeschouwers: 18.923 Scheidsrechter: Alireza Faghani |
| 1 september 2016 18:30 (UTC+8) | Luongo 58' Jurić 64' |       |      | Perth Oval, Perth Toeschouwers: 18.923 Scheidsrechter: Alireza Faghani |

|                                |           |       |                              |                                                                                    |
| 1 september 2016 19:35 (UTC+9) | Japan     | 1 − 2 | Verenigde Arabische Emiraten | Saitamastadion, Saitama Toeschouwers: 58.895 Scheidsrechter: Abdulrahman Al-Jassim |
| 1 september 2016 19:35 (UTC+9) | Honda 11' |       | 20', 54' (pen.) Khalil       | Saitamastadion, Saitama Toeschouwers: 58.895 Scheidsrechter: Abdulrahman Al-Jassim |

|                                |                    |       |          |                                                                        |
| 1 september 2016 20:30 (UTC+3) | Saoedi-Arabië      | 1 − 0 | Thailand | Koning Fahdstadion, Riyad Toeschouwers: 40.983 Scheidsrechter: Fu Ming |
| 1 september 2016 20:30 (UTC+3) | Al Abed 84' (pen.) |       |          | Koning Fahdstadion, Riyad Toeschouwers: 40.983 Scheidsrechter: Fu Ming |

|                                |                   |       |                                |                                                                                            |
| 6 september 2016 19:00 (UTC+8) | Irak              | 1 − 2 | Saoedi-Arabië                  | Shah Alamstadion, Shah Alam (Maleisië) Toeschouwers: 3.400 Scheidsrechter: Khamis Al-Marri |
| 6 september 2016 19:00 (UTC+8) | M.Abdulraheem 18' |       | 81' (pen.), 88' (pen.) Al Abed | Shah Alamstadion, Shah Alam (Maleisië) Toeschouwers: 3.400 Scheidsrechter: Khamis Al-Marri |

|                                |                  |       |                         |                                                                               |
| 6 september 2016 19:15 (UTC+7) | Thailand         | 0 − 2 | Japan                   | Rajamangalastadion, Bangkok Toeschouwers: 44.500 Scheidsrechter: Mohsen Torky |
| 6 september 2016 19:15 (UTC+7) | Deeprom 85', 89' |       | 17' Haraguchi 75' Asano | Rajamangalastadion, Bangkok Toeschouwers: 44.500 Scheidsrechter: Mohsen Torky |

|                                |                              |            |           | |
| 6 september 2016 19:30 (UTC+4) | Verenigde Arabische Emiraten | 0 − 1      | Australië | Mohammed Bin Zayidstadion, Abu Dhabi Toeschouwers: 40.893 Scheidsrechter: Mohd Amirul Izwan Yaacob |
| 6 september 2016 19:30 (UTC+4) |                              | 75' Cahill |           | Mohammed Bin Zayidstadion, Abu Dhabi Toeschouwers: 40.893 Scheidsrechter: Mohd Amirul Izwan Yaacob |

|                              |                               |       |                |                                                                           |
| 6 oktober 2016 19:35 (UTC+9) | Japan                         | 2 − 1 | Irak           | Saitamastadion, Saitama Toeschouwers: 57.768 Scheidsrechter: Kim Dong-jin |
| 6 oktober 2016 19:35 (UTC+9) | Haraguchi 26' Yamaguchi 90+5' |       | 60' Abdul-Amir | Saitamastadion, Saitama Toeschouwers: 57.768 Scheidsrechter: Kim Dong-jin |

|                              |                                |       |              |                                                                                        |
| 6 oktober 2016 20:00 (UTC+4) | Verenigde Arabische Emiraten   | 3 − 1 | Thailand     | Mohammed Bin Zayidstadion, Abu Dhabi Toeschouwers: 18.242 Scheidsrechter: Liu Kwok Man |
| 6 oktober 2016 20:00 (UTC+4) | Mabkhout 14', 47' Khalil 90+3' |       | 65' Chanabut | Mohammed Bin Zayidstadion, Abu Dhabi Toeschouwers: 18.242 Scheidsrechter: Liu Kwok Man |

|                              |                              |       |                         |                                                                                            |
| 6 oktober 2016 20:45 (UTC+3) | Saoedi-Arabië                | 2 − 2 | Australië               | Koning Abdoellah Sportstad, Djedda Toeschouwers: 51.616 Scheidsrechter: Valentin Kovalenko |
| 6 oktober 2016 20:45 (UTC+3) | Al Jassim 5' Al Shamrani 79' |       | 45' Sainsbury 71' Jurić | Koning Abdoellah Sportstad, Djedda Toeschouwers: 51.616 Scheidsrechter: Valentin Kovalenko |

|                                |                    |       |              |                                                                                   |
| 11 oktober 2016 20:00 (UTC+11) | Australië          | 1 − 1 | Japan        | Docklands Stadium, Melbourne Toeschouwers: 48.460 Scheidsrechter: Nawaf Shukralla |
| 11 oktober 2016 20:00 (UTC+11) | Jedinak 52' (pen.) |       | 5' Haraguchi | Docklands Stadium, Melbourne Toeschouwers: 48.460 Scheidsrechter: Nawaf Shukralla |

|                                |                                  |       |          |                                                                                     |
| 11 oktober 2016 16:00 UTC+3:30 | Irak                             | 4 − 0 | Thailand | Shahid Dastgerdistadion, Teheran (Iran) Toeschouwers: 2.255 Scheidsrechter: Ma Ning |
| 11 oktober 2016 16:00 UTC+3:30 | Abdul-Raheem 7', 25', 87', 90+4' |       |          | Shahid Dastgerdistadion, Teheran (Iran) Toeschouwers: 2.255 Scheidsrechter: Ma Ning |

|                               |                                             |       |                              |                                                                                        |
| 11 oktober 2016 20:45 (UTC+3) | Saoedi-Arabië                               | 3 − 0 | Verenigde Arabische Emiraten | Koning Abdoellah Sportstad, Djedda Toeschouwers: 60.102 Scheidsrechter: Kim Jong-hyeok |
| 11 oktober 2016 20:45 (UTC+3) | Al-Muwallad 73' Al Abed 79' Al-Shehri 90+2' |       |                              | Koning Abdoellah Sportstad, Djedda Toeschouwers: 60.102 Scheidsrechter: Kim Jong-hyeok |

|                                |                                   |       |                 |                                                                            |
| 15 november 2016 19:35 (UTC+9) | Japan                             | 2 − 1 | Saoedi-Arabië   | Saitamastadion, Saitama Toeschouwers: 58.420 Scheidsrechter: Muhammad Taqi |
| 15 november 2016 19:35 (UTC+9) | Kiyotake 45' (pen.) Haraguchi 80' |       | 90' Om. Hawsawi | Saitamastadion, Saitama Toeschouwers: 58.420 Scheidsrechter: Muhammad Taqi |

|                                |                          |       |                               |                                                                                 |
| 15 november 2016 19:00 (UTC+7) | Thailand                 | 2 − 2 | Australië                     | Rajamangalastadion, Bangkok Toeschouwers: 36.534 Scheidsrechter: Fahad Al-Marri |
| 15 november 2016 19:00 (UTC+7) | Teerasil 20', 57' (pen.) |       | 9' (pen.), 65' (pen.) Jedinak | Rajamangalastadion, Bangkok Toeschouwers: 36.534 Scheidsrechter: Fahad Al-Marri |

|                                |                              |       |      |                                                                                           |
| 15 november 2016 19:20 (UTC+4) | Verenigde Arabische Emiraten | 2 − 0 | Irak | Mohammed Bin Zayidstadion, Abu Dhabi Toeschouwers: 14.583 Scheidsrechter: Ilgiz Tantashev |
| 15 november 2016 19:20 (UTC+4) | Khalil 26' Matar 90+3'       |       |      | Mohammed Bin Zayidstadion, Abu Dhabi Toeschouwers: 14.583 Scheidsrechter: Ilgiz Tantashev |

|                              |           |       |            |                                                                                     |
| 23 maart 2017 16:30 UTC+4:30 | Irak      | 1 − 1 | Australië  | Shahid Dastgerdistadion, Teheran Toeschouwers: 3.270 Scheidsrechter: Kim Jong-hyeok |
| 23 maart 2017 16:30 UTC+4:30 | Yasin 76' |       | 39' Leckie | Shahid Dastgerdistadion, Teheran Toeschouwers: 3.270 Scheidsrechter: Kim Jong-hyeok |

|                             |          |                                                     |               |                                                                                |
| 23 maart 2017 19:00 (UTC+7) | Thailand | 0 − 3                                               | Saoedi-Arabië | Rajamangalastadion, Bangkok Toeschouwers: 41.613 Scheidsrechter: Ali Abdulnabi |
| 23 maart 2017 19:00 (UTC+7) |          | 25' Al-Sahlawi 84' (e.d.) Tanaboon 90+2' Al-Moasher |               | Rajamangalastadion, Bangkok Toeschouwers: 41.613 Scheidsrechter: Ali Abdulnabi |

|                             |                              |                    |       |                                                                                      |
| 23 maart 2017 19:30 (UTC+4) | Verenigde Arabische Emiraten | 0 − 2              | Japan | Hazza Bin Zayed Stadion, Al Ain Toeschouwers: 23.725 Scheidsrechter: Ravshan Irmatov |
| 23 maart 2017 19:30 (UTC+4) |                              | 13' Kobo 51' Konno |       | Hazza Bin Zayed Stadion, Al Ain Toeschouwers: 23.725 Scheidsrechter: Ravshan Irmatov |

|                              |                      |       |                              |                                                                                   |
| 28 maart 2017 20:00 (UTC+11) | Australië            | 2 − 0 | Verenigde Arabische Emiraten | Sydney Football Stadium, Sydney Toeschouwers: 27.328 Scheidsrechter: Ahmed Al-Kaf |
| 28 maart 2017 20:00 (UTC+11) | Irvine 7' Leckie 78' |       |                              | Sydney Football Stadium, Sydney Toeschouwers: 27.328 Scheidsrechter: Ahmed Al-Kaf |

|                             |                                            |       |          |                                                                           |
| 28 maart 2017 19:35 (UTC+9) | Japan                                      | 4 − 0 | Thailand | Saitamastadion, Saitama Toeschouwers: 59.003 Scheidsrechter: Kim Dong-jin |
| 28 maart 2017 19:35 (UTC+9) | Kagawa 8' Okazaki 19' Kubo 57' Yoshida 83' |       |          | Saitamastadion, Saitama Toeschouwers: 59.003 Scheidsrechter: Kim Dong-jin |

|                             |               |       |      |                                                                                            |
| 28 maart 2017 20:30 (UTC+3) | Saoedi-Arabië | 1 − 0 | Irak | Koning Abdoellah Sportstad, Djedda Toeschouwers: 60.153 Scheidsrechter: Valentin Kovalenko |
| 28 maart 2017 20:30 (UTC+3) | Al-Shehri 53' |       |      | Koning Abdoellah Sportstad, Djedda Toeschouwers: 60.153 Scheidsrechter: Valentin Kovalenko |

|                            |                         |       |                                 |                                                                              |
| 8 juni 2017 19:30 UTC+9:30 | Australië               | 3 − 2 | Saoedi-Arabië                   | Adelaide Oval, Adelaide Toeschouwers: 29.785 Scheidsrechter: Ravshan Irmatov |
| 8 juni 2017 19:30 UTC+9:30 | Jurić 7', 36' Rogić 64' |       | 23' Al-Dossari 45+2' Al-Sahlawi | Adelaide Oval, Adelaide Toeschouwers: 29.785 Scheidsrechter: Ravshan Irmatov |

|                            |               |       |                              |                                                                                |
| 13 juni 2017 19:00 (UTC+7) | Thailand      | 1 − 1 | Verenigde Arabische Emiraten | Rajamangalastadion, Bangkok Toeschouwers: 24.417 Scheidsrechter: Muhammad Taqi |
| 13 juni 2017 19:00 (UTC+7) | Tossakrai 69' |       | 90+3' Mabkhout               | Rajamangalastadion, Bangkok Toeschouwers: 24.417 Scheidsrechter: Muhammad Taqi |

|                             |           |       |          |                                                                                   |
| 13 juni 2017 16:55 UTC+4:30 | Irak      | 1 − 1 | Japan    | Shahid Dastgerdistadion, Teheran (Iran) Toeschouwers: 983 Scheidsrechter: Fu Ming |
| 13 juni 2017 16:55 UTC+4:30 | Kamel 72' |       | 8' Osako | Shahid Dastgerdistadion, Teheran (Iran) Toeschouwers: 983 Scheidsrechter: Fu Ming |

|                                |                              |       |                    |                                                                                     |
| 29 augustus 2017 20:30 (UTC+4) | Verenigde Arabische Emiraten | 2 − 1 | Saoedi-Arabië      | Hazza Bin Zayed Stadion, Al Ain Toeschouwers: 10.221 Scheidsrechter: Kim Jong-hyeok |
| 29 augustus 2017 20:30 (UTC+4) | Mabkhout 21' Khalil 60'      |       | 20' (pen.) Al Abed | Hazza Bin Zayed Stadion, Al Ain Toeschouwers: 10.221 Scheidsrechter: Kim Jong-hyeok |

|                                |                        |       |           |                                                                              |
| 31 augustus 2017 19:35 (UTC+9) | Japan                  | 2 − 0 | Australië | Saitamastadion, Saitama Toeschouwers: 59.492 Scheidsrechter: Alireza Faghani |
| 31 augustus 2017 19:35 (UTC+9) | Asano 41' Ideguchi 82' |       |           | Saitamastadion, Saitama Toeschouwers: 59.492 Scheidsrechter: Alireza Faghani |

|                                |                    |       |                                 |                                                                                  |
| 31 augustus 2017 19:00 (UTC+7) | Thailand           | 1 − 2 | Irak                            | Rajamangalastadion, Bangkok Toeschouwers: 22.604 Scheidsrechter: Nawaf Shukralla |
| 31 augustus 2017 19:00 (UTC+7) | Ibrahim 63' (e.d.) |       | 34' Meram 85' (pen.) Abdul-Amir | Rajamangalastadion, Bangkok Toeschouwers: 22.604 Scheidsrechter: Nawaf Shukralla |

|                                 |                      |       |          |                                                                                            |
| 5 september 2017 20:00 (UTC+10) | Australië            | 2 − 1 | Thailand | Melbourne Rectangular Stadium, Melbourne Toeschouwers: 26.393 Scheidsrechter: Liu Kwok Man |
| 5 september 2017 20:00 (UTC+10) | Jurić 69' Leckie 86' |       | 82' Anan | Melbourne Rectangular Stadium, Melbourne Toeschouwers: 26.393 Scheidsrechter: Liu Kwok Man |

|                                |             |       |                              |                                                                                                   |
| 5 september 2017 17:00 (UTC+3) | Irak        | 1 − 0 | Verenigde Arabische Emiraten | Amman International Stadium, Amman (Jordanië) Toeschouwers: 2.185 Scheidsrechter: Adham Makhadmeh |
| 5 september 2017 17:00 (UTC+3) | Hussein 29' |       |                              | Amman International Stadium, Amman (Jordanië) Toeschouwers: 2.185 Scheidsrechter: Adham Makhadmeh |

|                                |                 |       |       |                                                                                            |
| 5 september 2017 20:30 (UTC+3) | Saoedi-Arabië   | 1 − 0 | Japan | Koning Abdoellah Sportstad, Jeddah Toeschouwers: 62.165 Scheidsrechter: Valentin Kovalenko |
| 5 september 2017 20:30 (UTC+3) | Al-Muwallad 63' |       |       | Koning Abdoellah Sportstad, Jeddah Toeschouwers: 62.165 Scheidsrechter: Valentin Kovalenko |

## Vierde ronde
De teams die in de derde ronde op de derde plaats eindigen spelen tegen elkaar in een uit- en thuiswedstrijd om een plaats in de intercontinentale play-off.
|                              |                     |       |           |                                                                                            |
| 5 oktober 2017 20:30 (UTC+8) | Syrië               | 1 − 1 | Australië | Hang Jebat Stadium, Krubong (Maleisië) Toeschouwers: 2.150 Scheidsrechter: Alireza Faghani |
| 5 oktober 2017 20:30 (UTC+8) | Al Somah 85' (pen.) |       | 40' Kruse | Hang Jebat Stadium, Krubong (Maleisië) Toeschouwers: 2.150 Scheidsrechter: Alireza Faghani |

|                                |                  |                    |             |                                                                          |
| 10 oktober 2017 20:00 (UTC+11) | Australië        | 2 − 1 (nv) (3 – 2) | Syrië       | ANZ Stadium, Sydney Toeschouwers: 42.136 Scheidsrechter: Ravshan Irmatov |
| 10 oktober 2017 20:00 (UTC+11) | Cahill 13', 109' |                    | 6' Al Somah | ANZ Stadium, Sydney Toeschouwers: 42.136 Scheidsrechter: Ravshan Irmatov |

## Intercontinentale play-off
De winnaar van de vierde ronde speelt tegen de nummer vier van de CONCACAF-groep voor een plaats in de eindronde.
|                                |          |       |           | |
| 10 november 2017 16:00 (UTC−6) | Honduras | 0 − 0 | Australië | Estadio Olímpico Metropolitano, San Pedro Sula Toeschouwers: 38.000 Scheidsrechter: Daniele Orsato |
| 10 november 2017 16:00 (UTC−6) |          |       |           | Estadio Olímpico Metropolitano, San Pedro Sula Toeschouwers: 38.000 Scheidsrechter: Daniele Orsato |

|                                 |                                     |                    |                   |                                                                        |
| 15 november 2017 20:00 (UTC+11) | Australië                           | 3 − 1 (3 – 1 agg.) | Honduras          | ANZ Stadium, Sydney Toeschouwers: 77.060 Scheidsrechter: Néstor Pitana |
| 15 november 2017 20:00 (UTC+11) | Jedinak 54', 72' (pen.), 85' (pen.) |                    | 90+4' M. Figueroa | ANZ Stadium, Sydney Toeschouwers: 77.060 Scheidsrechter: Néstor Pitana |